# Coût du rhume

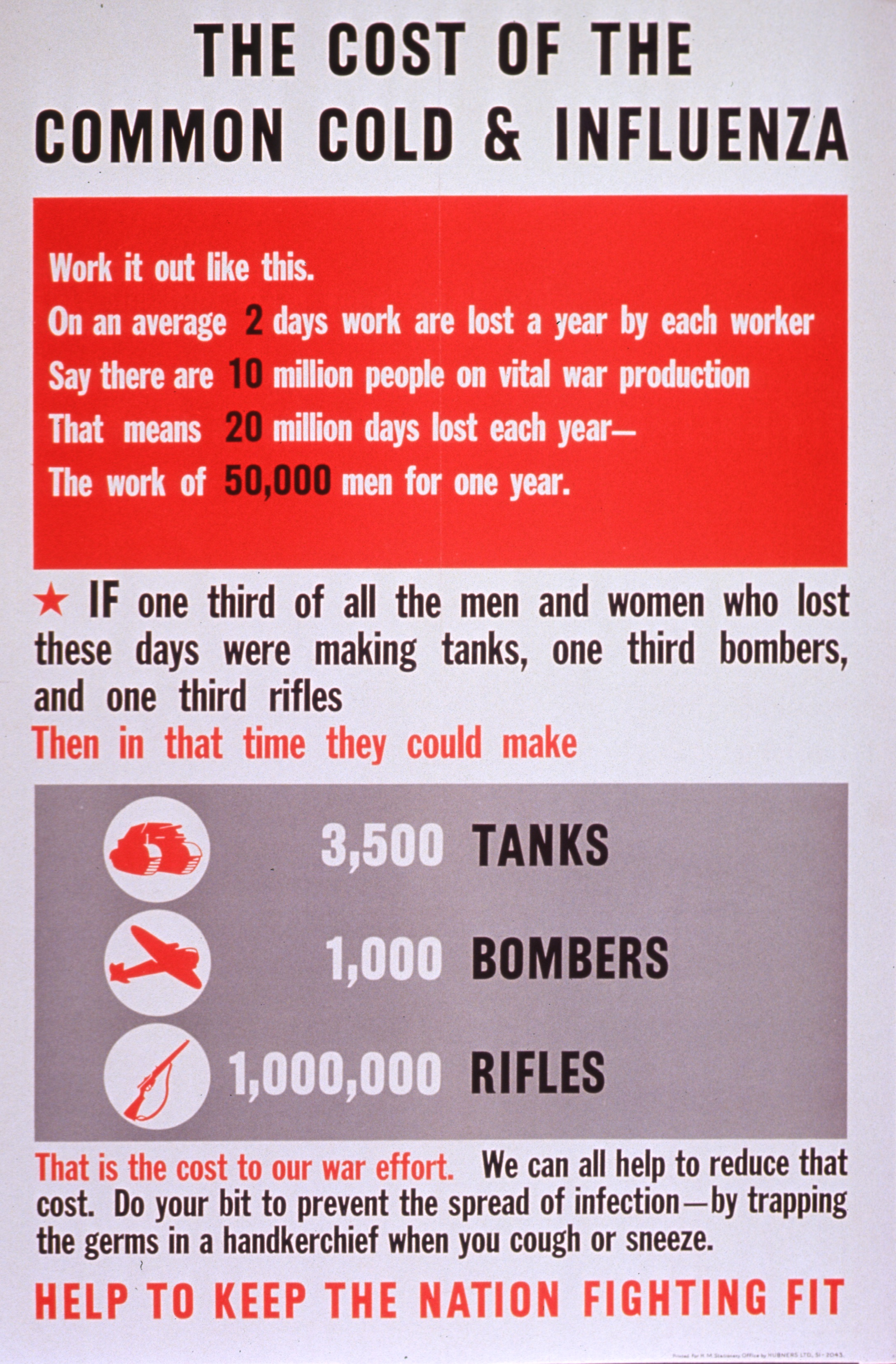
U.S. National Library of Medicine : History of Medicine The Cost Of The Common Cold & Influenza. Poster britannique de la Seconde Guerre mondiale décrivant le coût du rhume et de la grippe à l'effort de guerre,

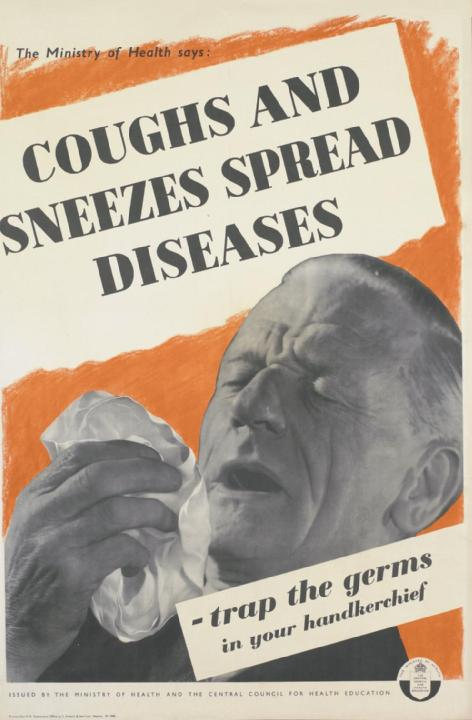
Campagne du Central Council for Health Education britannique, ; entre 1939 et 1945.

Les infections aiguës des voies respiratoires supérieures font partie des affections les plus courantes observées en soins de santé primaires. Bien qu'il s'agisse de maladies spontanément résolutives, elles représentent un lourd fardeau de symptômes pour les individus et un lourd fardeau financier pour la société. Le coût du rhume se mesure habituellement en termes d'absentéisme ou de surprésentéisme, de perte de productivité et de qualité ; de perte de revenu ou, lorsque le salaire est garanti, en cas d'absentéisme, de coût salarial pour l'employeur, d'absentéisme scolaire, éventuellement de fardeau clinique. Associé à d'autres maladies comme l'asthme, ou les maladies pulmonaires obstructives chroniques, le rhume représente aussi un coût médical important.
N'ayant pas de remède, le rhume banal chez l'adulte, infection banale et bénigne nécessite d'abord du repos. Hautement contagieux, il nécessite de s'isoler en restant chez soi. Ce sont des recommandations de bon sens, qui n'abondent dans le sens de personne, sauf peut-être celui de l'immunologiste ou du virologue sérieux. Elles voient s'affronter patrons, syndicats, politiques et médecins.
Mais le rhume, maladie pour laquelle il n'y a pas de remède, est aussi une affaire juteuse, à l'origine d'une pharmacopée aussi diversifiée qu'inutile justifiant aussi de parler d'économie du rhume. Le marché potentiel pour un vaccin efficace contre le rhume se chiffre en dizaines de milliards de dollars, une quête jonchée d'obstacles que n'a pas encore découragée certaines entreprises privées.

## Études

### Cold war
L'histoire moderne de la recherche sur le rhume a commencé avec la seconde Guerre mondiale, à Salisbury en Angleterre, non loin de Stonehenge, l'Hôpital Harvard est créé en 1941 par la Croix-Rouge américaine (ARC), pour gérer les épidémies potentielles liées à la guerre. Coïncidant avec la fin de la première Guerre mondiale, la pandémie grippale de l'année 1918, demeurait dans les esprits, ayant causé dans les rangs de l'Armée américaine autant de morts que durant le conflit. Si un vaccin contre la grippe existait désormais, dont la recherche avait été sponsorisée par l'armée américaine, la recherche sur le rhume banal stagnait,.
Les installations de Salisbury sont devenues de 1946 à 1990, la Common Cold Unit (CCU) financée par le British Medical Research Council, dont la vocation était de résoudre le grave problème de perte de productivité lié aux épidémies de rhume. Sur ses 40 ans d'existence, pour des essais de 10 jours, près de 20 000 volontaires, se sont vus inoculer le rhume banal. L'Unité a identifié des centaines de types différents de virus du rhume ; rhinovirus (100 sérotypes de rhinovirus), coronavirus et parainfluenza, découvert comment le rhume se transmettait et examiné l'impact des maladies transmissibles comme le rhume à l'échelle internationale. Elle s'est aussi enquise sur les vaccins, la prévention, l'immunité, ainsi que les facteurs psychologiques et de la question de savoir si le stress rendait les sujets plus vulnérables aux infections ou aux maladies. Pour de nombreux volontaires, la vie dans l’atmosphère conviviale du CCU est devenue une expérience villégiature champêtre, et ce malgré les expositions expérimentales aux virus du rhume et les protocoles d’isolement rigoureux ; la CCU a même acquis une réputation publique plutôt exagérée de refuge pour les jeunes mariés. Les promenades y étaient encouragées, mais les contacts extérieurs (ou à contamination croisée) interdits ; en boutade les sujets infectés devaient se manifester aux autres promeneurs en se couvrant le bas du visage et en criant 'Unclean! Unclean!' ('Impur!, Impur!', une référence au lévitique qui traite des lépreux). Dans les années 1980, leur travail a été éclipsé par la crise du sida, et le rhume de sujet à la mode dans les années 1960, n'a plus semblé aussi important. Sans remède au rhume, le travail de la CCU semblait être un échec ; mais, la fermeture de l'Unité en 1990 a été décrite comme du « vandalisme scientifique », et comme une vision à court terme, de toutes les découvertes et connaissances médicales produites par ses travaux,. David Tyrrell, le responsable du centre a écrit un ouvrage « Cold wars: the fight against the common cold » qui retrace l'histoire de la CCU. Tyrrell aimait répéter les vers de A. P. Herbert (en), qui parle de la connaissance des médecins sur le rhume : « And I will eat my only hat; if they know anything of that! »,.
Aucune recherche n'a plus été mené à cette échelle sur le rhume. Toutefois des tests sont toujours effectués selon la méthodologie utilisée par la CCU, sans la touche fantasque qui a fait son succès.

### Le Graal de la médecine, un remède contre le rhume
En plus de sa relation conflictuelle au monde du travail, le rhume se trouve connecté à d'autres pathologies coûteuses pour les systèmes de santé et plus graves comme l'asthme : 50 pour cent des coûts des soins de santé au Canada seraient associés à l’asthme ; la moitié des crises d’asthme aiguës chez les enfants sont causées par le rhume. Cette découverte est partiellement attribuée à Sebastian Johnston, Professeur britannique en médecine respiratoire et d'allergie, alors qu'il travaillait à la CCU en 1989 à son PhD, juste avant qu'elle ne ferme,,. Par ailleurs, 70 pour cent des coûts du traitement de la maladie pulmonaire obstructive chronique (la toux du fumeur) sont liés à des crises graves, principalement attribuables aux rhumes. Au Canada, les maladies pulmonaires chroniques entraînent des coûts de santé directs et indirects de l’ordre de 12 milliards de dollars.
Pour les gens éclairés la découverte d’autant de virus différents réalisée par la CCU (désormais 200 virus ont été identifiés qui provoquent le rhume), rendait impossible la découverte d’un vaccin efficace. Fin XXe siècle, les dernières tentatives pour trouver un remède au rhume sont devenues plus désespérées, alors que la CCU s'était mise sérieusement à interroger les molécules présentes dans la médecine traditionnelle chinoise, le thé japonais et les oranges. En 1990, la CCU a fermé ses portes. Le centre a beaucoup fait progresser la compréhension que l'on a de la virologie du rhume, mais il a également révélé l'énormité de la tâche pour le vaincre. Un remède contre le rhume aurait pourtant des retombées incalculables sur la santé et sur l’économie.
Mais alors que les recherches de la CCU ont eu des résultats positifs dans la compréhension de la propagation du rhume, permettant éventuellement d'améliorer la prévention et la prophylaxie, la situation qui a précédé ses recherches (ante bellum) est demeurée inchangée pour ce qui est des remèdes apportés aux rhumes. La nature bénigne du rhume banal, en a fait une maladie qu'il est largement restée dans le domaine du quant-à-soi (autorisant même « de s'offrir le luxe de douter de son médecin »), vécue avec un résignation collective abasourdissante. « Le rhume se propage dans les foyers et les écoles, dans les villes et villages, rendant les gens malheureux pendant quelques jours sans qu'on y réfléchisse après coup ». En Ontario, le rhume fait partie des maux courants que tout primoarrivants doit pouvoir traiter, un des aspects de la société canadienne, au côté de Ô Canada. La compréhension du public est restée un fouillis de folklore et de fausses hypothèses. En 2017 au Royaume-Uni, les ventes de « remèdes d’hiver » atteignaient 300 millions de livres sterling chaque année, même si l’efficacité de la plupart des produits en vente libre n’a pas encore été prouvée. La science n’a jusqu’à présent pas réussi à produire de traitements radicalement nouveaux contre le rhume, pis elle a créer des produits dont la dangerosité s'est avérée disproportionnée par rapport au mal. Le seul moyen infaillible d’éviter un rhume est de vivre dans un isolement complet du reste de l’humanité.
Aux remèdes de grand-mère et plantes médicinales sont venus s'ajouter une cohorte de médicaments agressifs produits par l'industrie pharmaceutique. En 2020, un rapport de l'Académie nationale de médecine française résumait la situation de cette manière : « Aucun traitement du rhume de l’adulte n’a réellement fait preuve d’une grande efficacité. Or, les prescriptions médicamenteuses sont nombreuses et variées, représentant à la fois un danger en termes de santé publique et de risque d’effet indésirable individuel ».
La recherche d'un vaccin est régulièrement relancée, mais se heurte à des obstacles économiques: la recherche coûte chère, et les risques financiers liés à la production d'un vaccin sont importants. En 2016, le cours de l'action de la société américaine Novavax a chuté de 83 % après l’échec de son vaccin contre le VRS, l’une des familles de virus responsables du rhume, une opportunité ratée estimée à 1 milliard de dollars pour les ventes rien qu’aux États-Unis,,. Dans une campagne de vaccination classique, à mesure que la proportion d’individus vaccinés atteint une masse critique, une immunité collective se met en place, où les virus cessent de circuler, car la chaîne d’infection est rompue ; c'est ce mirage lointain qui fait encore aujourd'hui avancer la recherche.
La découverte d'un remède efficace au rhume suscite aussi un intérêt évident ; il permettrait de diminuer le nombre de journées de travail perdues, réduire l’utilisation inappropriée d’antibiotiques, prévenir des complications coûteuses, diminuer les visites chez le médecin et réduire la transmission virale, enfin éviter la guerre, qui coûte par exemple à l'économie américaine environ 40 milliards de dollars par an, beaucoup plus que d'autres pathologies comme l'asthme, l'insuffisance cardiaque et l'emphysème.

### «Rhume banal», une expression en trompe l'œil
Le rhume banal a la double particularité d'être à la fois la maladie infectieuse la plus répandue au monde et l'une des plus insaisissables. Ceci vient en partie du fait que la nosologie est longtemps restée assez floues sur la définition du rhume, par ailleurs un mot imprégné d'histoire ; enfin la tâche n'a pas été facilitée par la foule de virus découverts à l'origine du rhume. Cette confusion a propos d'une définition du rhume est dissipée par l'Académie nationale de médecine française qui a introduit l'appellation d'IVVAS pour « infection virale des voies aériennes supérieures », dans laquelle les termes « rhume banal » « rhinopharyngite aiguë », « rhinosinusite aiguë », « rhinite aiguë » et « sinusite aiguë » sont considérés comme les synonymes de la même entité clinique ; sont exclus de la définition les rhume d’origine allergique, de même que la grippe. Dans presque toutes les langues indo-européennes d'autre part, l'expression pour rhume (par exemple « common cold » en anglais, ou « Resfriado común » en espagnol ; en français cette relation est portée par un synonyme, « refroidissement »,) fait référence à la basse température et non à un virus, confusion qui résulte en partie du fait que les prodromes du rhume banal incluent des frissons, que l'on associe communément au froid alors qu'ils sont une conséquence de l'infection virale ; un lien de causalité qui semble être à l'origine de la dénomination en anglais, et à la base de la représentation populaire du rhume dans toutes les langues. Enfin, portant à confusion il y a la partie « common » en anglais (en français « banal ») contenue dans l'expression qui semblerait vouloir impliquer qu’il existe un seul agent pathogène aveugle en général, oblitérant le fait qu'il existe plus de 200 virus qui provoquent le rhume, chacun déployant sa propre stratégie chimique et génétique pour échapper aux défenses de l'organisme; une multiplicité d'ailleurs rend quasi impossible la découverte d'un vaccin unique contre le rhume, ou même celle d'un remède efficace.
Sept familles de virus responsables de la majorité des infections des voies aériennes supérieures (essentiellement le rhume) sont aujourd'hui identifiées: rhinovirus, coronavirus, virus de la grippe et parainfluenza, adénovirus, virus respiratoire syncytial (VRS) et enfin métapneumovirus, isolé pour la première fois en 2001. Un bocavirus humain (en) responsable du rhume a été découvert en 2005, et il est probable que de nouveaux virus attendent d'être découverts. Les échovirus avancent souvent associés à des infections respiratoires légères comme les rhumes.

## Business du rhume
Aucun médicament n'existe à ce jour dont les bienfaits ont été prouvés pour la prévention ou le traitement du rhume,. Cependant l'inconfort important ressenti lors d'un épisode de rhume, la méconnaissance du cours naturel de la maladie, motivent généralement une médication importante du rhume. Une histoire de la médication du rhume montre que le rhume est souvent autodiagnostiqué et automédiqué. Une automédication qui s'appuie sur l'usage de plantes médicinales s'est prolongée jusqu'à nos jours dans certaines régions du monde. Sont venus s'ajouter des produits pharmaceutiques certains en vente libre dont l'efficacité est discutée tout autant si ce n'est plus que leurs prédécesseurs. Les pratiques médicinales traditionnelles ont constitué la base de la plupart des premiers médicaments. Accompagnant la révolution industrielle une industrie pharmaceutique puissante s'est progressivement développée s'appuyant sur la chimie.
En 1932 déjà, la prévention et le traitement du rhume étaient devenus un Big business, à tel point que le magazine Fortune lui a consacré un article important en Octobre 1932. À propos de cette industrie, Fortune déclarait : « Le moindre des soucis de celui qui s'occupe du rhume est sa formule. Ce qui entre dans la composition de ses pilules, de ses sirops ou de ses pommades est clairement une considération secondaire. La façon de vendre sa préparation est ce qui inquiète principalement l'aspirant fabricant de remèdes contre le rhume. Il est dans un métier où les concurrents sont nombreux et les scrupules peu nombreux »,. Dans la décennie 1935-1945, une nouvelle classe de médicaments, les sulfamides, capables de contrôler les infections bactériennes a déclenché une révolution thérapeutique, suivie d'une révolution pharmaceutique (aiguillée par la seconde Guerre Mondiale) ; l'arrivée des sulfamides coïncide aux États-Unis, dans le sillage du New Deal, avec une campagne publique de lutte contre la pneumonie (au départ traitée par sérothérapie) ; la prévenance à l'égard de la pneumonie a contribué à l’extension de l’administration prophylactique de sulfamides pour les infections des voies respiratoires supérieures, dont le rhume, bien que les sulfamides n'aient aucun effet sur le rhume; laissant très tôt augurer les problèmes d'abus et de résistance aux antibiotiques.
Le développement anarchique des médicaments au début du XXe siècle va obliger l'État à légiférer, accentuant le rôle prescripteur du médecin. À côté des médicaments sur prescription, vont voir le jour le médicaments en vente libre (OTC) dont beaucoup servent aujourd'hui dans l'automédication pharmaceutique du rhume. La publicité pour les produits non soumis à prescription étant autorisée, c'est aussi un moyen pour les firmes pharmaceutiques d'intensifier leur communication auprès du public. L'automédication du rhume est encouragée par l'industrie pharmaceutique.
Aux États-Unis, une corrélation peut être démontrée entre l'augmentation du nombre des produits pharmaceutique en vente libre pour le rhume et la diminution du nombre de visites chez le médecin.
Un des obstacles les plus importants rencontré par le statut OTC dans le cas du rhume, et aussi de manière générale, est venu de la pseudoéphédrine, un décongestionnant employé de manière détournée et illégale dans la fabrication de méthamphétamine, drogue récréative qui a fait des ravages aux États-Unis ; et la phényléphrine, employée pour remplacer la pseudoéphédrine et qui s'est avérée être aussi efficace qu'un placebo. Le rhume banal a créé une demande qui a fini par rencontrer, bien au-delà du cadre domestique où elle aurait dû se cantonner, celui du crime organisé.
De tous les remèdes symptomatiques disponibles en vente libre ou sur ordonnance, notamment des antihistaminiques, des décongestionnants, des antitussifs, des antipyrétiques, des analgésiques et des préparations alternatives ou complémentaires, aucune n'a jamais traité la cause sous-jacente du rhume. Beaucoup de composants s'accompagnent d'effets indésirables ou recherchés plus ou moins dangereux: les décongestionnants notamment sont aussi des stimulants qui peuvent créer une dépendance et sont l'objets d'abus.
Une prise de conscience s'est faite ces dernières années, sur l'inefficacité et surtout la dangerosité des produits introduits dans la médications du rhume, portée souvent par les associations de consommateurs. Les études se sont multipliées qui démontrent notamment le caractère inapproprié, voir dangereux des prescriptions des médecins, mais aussi de l'automédication. Une remise en question est en cours chez les médecins et les pharmaciens, suffisamment pour qu'elle appelle en France à la création d'un Observatoire national du rhume permettant de piloter la formation des médecins et des pharmaciens et également de prévenir un usage inadapté des antibiotiques ou des corticoïdes prescrits, ou de l'automédication,.

### Une histoire de la médication du rhume
Dans un passé récent le rhume comme la grippe étaient autodiagnostiqués et automédiqués. Probablement, le repos n'était pas négligé comme un facteur important de guérison. Le savoir traditionnel des plantes s'il a été marginalisé et oblitéré par la science a quelquefois survécu, et forme toujours le recours de soins le plus élémentaire en Afrique par exemple, où jusqu'à 80 % de la population s'est tournée vers les méthodes de guérison autochtones locales ; tandis que 42 % des personnes interrogées aux États-Unis ont recherché au moins une fois des formes alternatives ou traditionnelles de soins de santé. Les pratiques médicinales traditionnelles ont constitué la base de la plupart des premiers médicaments suivis par des études cliniques, pharmacologiques et chimiques ultérieures. De tous les remèdes symptomatiques disponibles en vente libre ou sur ordonnance, aucun n'a jamais traité la cause sous-jacente du rhume.
Avant même l'aube du XXe siècle, les drogues connues les plus puissantes avaient été déjà appliquées à soigner les affections des vois aériennes supérieurs dont le rhume et la toux: les opiacés héroïne comprise, et la cocaïne, toutes substances aujourd'hui surveillées de près voir déclassées de leurs applications pharmaceutiques. Les opiacés obtenu à partir du pavot somnifère sont connus depuis l'Antiquité : l'opium de même qu'un sirop de pavot obtenu à partir des fleurs de pavot somnifère (sirop diacode) prescrit contre la toux au XVIIe siècle, auquel on substituera de plus en plus un soluté d'opium sous le même nom. Milieu du XIXe siècle, les composants de l'opium avaient été isolés et formaient l'ingrédient de base de centaines de médications : teinture d'opium, laudanum, morphine, codéine, etc.,,. Dans les années 1870, la morphine brute dérivée Papaver somniferum a été bouillie dans de l'anhydride acétique pour produire de la diacétylmorphine, facilement convertie en codéine ; cette molécule toujours employée aujourd'hui dans la pharmacopée des traitements antitussifs. Mais avant la codéine, la diacétylmorphine s'étant révélée un antitussif puissant contre la toux causée par des maladies graves et courantes à l’époque, comme la tuberculose et la pneumonie, a été commercialisée en 1899 par Bayer sous le nom d'héroïne, devenue rapidement une drogue récréative,. Une autre molécule emblématique symbolisant elle les bienfaits de la chimie pharmaceutique, a été commercialisé par Bayer l'année suivante en 1899, sous le nom d'aspirine, l'acide acétylsalicylique, toujours utilisée aujourd'hui pour soigner les symptômes du rhume. Les bienfaits de l'aspirine utilisé comme antipyrétique et analgésique dans la thérapie des rhumes étaient déjà connus de par l'usage de décoctions d'écorce de saule, qui a aussi donné l'acide salicylique (et sa variante la salicyline) datant de 1824. La phénacétine synthétisée en 1878 et mise sur le marché par Bayer en 1887, employée comme analgésique dans certaines préparations contre le rhume a été retirée du marché en 1983 lorsque l'on a constaté qu'elle était cancérogène.
L'adrénaline synthétisée en 1904 a été largement consommée comme décongestionnant (appliquée via un atomiseur, à la place de la cocaïne), et comme bronchodilatateur (injecté en cas de crise d'asthme grave) ; rapidement remplacée par l'éphédrine, possédant une grande ressemblance structurelle avec l'adrénaline. L'herbe chinoise traditionnelle Ma Huang (Ephedra sinica), contient de l'éphédrine comme principe actif principal et a été utilisée comme antiasthmatique et vasoconstricteur. L'éphédrine, isolée en 1885 à partir de Ephedra sinica, forme l'une des première d'une longue liste de molécules controversées après l'adrénaline provoquant la constriction des vaisseaux sanguins, réduisant le gonflement de la muqueuse nasale et augmentant la fréquence cardiaque. La méthamphétamine-d sous forme cristallisée est synthétisée à partir de l'éphédrine en 1919. Ephedra sinica est devenue l'objet d'un commerce intense dans les années 1920, ce qui a mené dans les années 1930 à chercher des alternatives, issue de la chimie de synthèse : c'est ainsi que l'amphétamine (développée en 1887) est devenue disponible sous forme d'inhalateur comme décongestionnant nasal sous le nom de benzédrine. Les produits à base d'éphédrine et d'amphétamine ont été commercialisés comme une panacée sûre auprès du grand public; dans les années 1940.
Les antibiotiques ne fonctionnent ni contre le rhume ni contre la rhinite purulente aiguë mais ont été souvent prescrits dans l’espoir qu’ils pourraient prévenir les infections bactériennes secondaires ; l'utilisation systématique d'antibiotiques pour ces affections n'est pas recommandée,. Dans le sillage d'une campagne américaine de contrôle des pneumonies (entre 1930 et 1940, les pneumonia control programs), des sulfamides — sulfathiazole (en), sulfapyridine (en) — ont été administrés de manière prophylactique aux rhumes, grippes et rougeole pour prévenir les risques de pneumonie, laissant très tôt augurer les problèmes d'abus et de résistance aux antibiotiques ; l'érythromycine découverte en 1952, sert toujours dans les infections respiratoires. Une lutte acharnée a débuté pour chercher des moyens de vaincre les bactéries devenues résistantes aux antibiotiques.
Beaucoup de médecines traditionnelles demeurent pertinentes principalement dans la mesure où elles sont souvent prises sous forme de tisanes et assortie d'une période indispensable de repos. Cependant les allégations spécifiques faites sur les vertus thérapeutiques ou de protection des plantes médicinales contre une maladie virale, sont la plupart du temps critiquées comme des allégations exagérée. Parallèlement à la reconnaissance des bienfaits de la phytothérapie ou au retour à des pratiques médicinales traditionnelles, on assiste simultanément à une reconnaissance renouvelée du potentiel des produits naturels pour la découverte de nouveaux médicaments.
La recherche moderne sur le rhume n'a pas permis de produire de vaccin ou de remède pertinent, aussi le très sérieux Centers for Disease Control and Prevention américain (CDC) ne prescrit il pour le rhume que de prendre du repos et boire beaucoup de liquide. La médication moderne du rhume qui ne permet que de soigner les symptômes du rhume réserve une place importante aux analgésiques et antipyrétique en vente libre qui permettent éventuellement d'atténuer les symptômes. Un outil d'aide à la décision élaboré en 2018 à destination des médecins généralistes suggérait le zinc comme stratégie préventive pour réduire d'un jour la durée des symptômes, du miel contre la toux sèche, des lavages nasaux avec des solutions salines contre la rhinorrhée et la congestion nasale et des antihistaminiques sédatifs pour réduire l'intensité de la rhinorrhée et des éternuements ; enfin pour limiter les iatrogènes et les dépenses, toutes les stratégies non médicamenteuses et préventives, à l'efficacité prouvée; surtout cette aide à la décision tourne le dos à la plus grande partie de l'éventail de produits alors proposé par l'industrie pharmaceutique.

### Le fléau de la pneumonie
Bon nombre des dilemmes auxquels sont confrontés les défenseurs de la santé publique en ce qui concerne les infections des voies respiratoires – de la surprescription d’antibiotiques à la sous-utilisation apparente du vaccin pneumococcique polysaccharidique (en) – remontent à leurs origines après la Seconde Guerre mondiale. Un programme complet de lutte contre la pneumonie a été initié qui avant les antibiotiques, s'est d'abord appuyée sur la sérothérapie, ensuite les sulfamides, les premiers antibactériens.

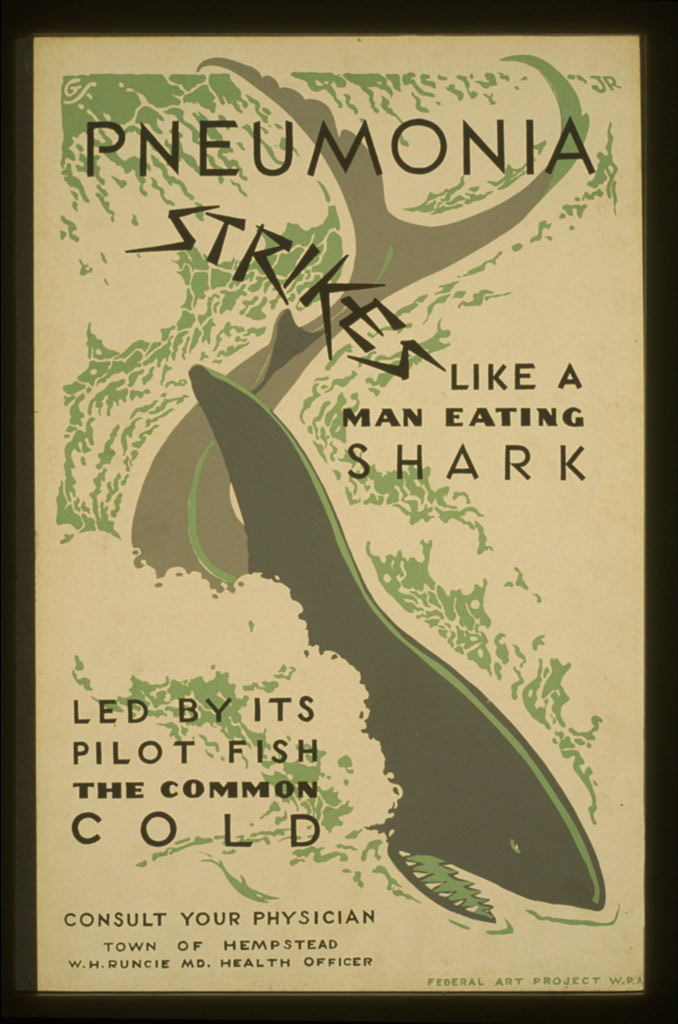
Cette affiche de 1937 du Federal Art Project de la Work Projects Administration a été créée à New York dans le cadre du pneumonia control programs, pour encourager les citoyens à consulter leur médecin pour un traitement contre le rhume. : ..

Les infections virales des voies respiratoires supérieures sont souvent compliquées par des maladies bactériennes plus graves, comme la pneumonie. Bien que le virus de la grippe soit le plus souvent évoqué dans ce contexte, les virus impliqués dans le rhume banal sont aussi évoqués. En cas d'infection par un virus respiratoire, des facteurs tels que la vieillesse, une faible déficience immunitaire et une mauvaise nutrition, peuvent permettre une maladie respiratoire plus grave comme la bronchiolite ou la pneumonie, et moins fréquemment entraîner la mort. Avant les sulfamides, et la pénicilline puis d'autres antibiotiques, jusqu'après la Seconde Guerres mondiale, les pneumonies (aux côtés de la tuberculose et des maladies vénériennes) demeuraient un grave problème de santé publique, auto-limitée, dont l’évolution n’était influencée que de manière limitée par la médecine. Une épidémie de rougeole s'est produite aux États-Unis en 1917-1918, au sein des camps militaires de l'armée américaine, avait fait plus de 3 000 morts dont beaucoup de bronchopneumonies, un cas unique et bien documenté de pandémie avant l'arrivée des antibiotiques, et dont l'histoire généralement a été éclipsée par la pandémie grippale de l'année 1918. La compréhension de la copathogénèse virale-bactérienne s'est avérée cruciale des mois plus tard lorsque la pandémie de grippe espagnole a provoqué dans les camps des milliers de pneumonies bactériennes post-grippales similaires. À la fin des années 1920, la sérothérapie antipneumococcique spécifique de type I s’est avérée efficace dans les grands hôpitaux du Nord-Est des États-Unis, essais cliniques contrôlés collaboratifs en partie financé par la Metropolitan Life Insurance Company, qui avait perdu plus de 24 millions de dollars en prestations de décès excédentaires à la suite de l’épidémie de grippe de 1918-1919 et était devenue l’un des principaux contributeurs à la campagne contre les maladies respiratoires dans la première moitié du XXe siècle. En 1930, une personne sur mille aux États-Unis est morte de pneumonie. Le seul traitement rationnel prometteur résidait dans un antisérum antipneumococcique. Des années 1930 jusqu'au début des années 1940, dans le sillage du New Deal, les défenseurs de la santé publique aux États-Unis ont fait de la pneumonie un problème de santé publique majeur, coïncidant avec l’essor de la sérothérapie. Tous les pneumocoques n’étant pas identiques, le Rockefeller Institute a classé les pneumocoques en types I, II et III et IV, et ont procédé à la fabrication de sérums efficaces pour chacun des types,. La définition d'un programme complet — pneumonia control programs — impliquait la rééducation et l'information des médecins et des patients, une requalification du rapport de la science par rapport à l’art, de la médecine publique par rapport à la médecine privée, et des allées et venues du chevet des patients aux laboratoires de typage, hôpitaux métropolitains et centres de dépôt de sérum accessibles ; et pour coordonner l'ensemble, une administration importante sous la responsabilité de l'État. Une propagande intensive s'est mise en place.
Le programme atteignit temporairement ses objectifs. Cependant, l’avènement des sulfamides puis de la pénicilline plus efficaces a rapidement ruiné les programmes de lutte contre la pneumonie. Alors que les partisans de la sérothérapie continuaient à justifier son coût en termes de réduction de la durée et du coût de l'hospitalisation (ou par la comparaison fatiguée avec les frais funéraires), la sulfapyridine (en), allait bientôt être déterminée par comparaison directe comme étant plus de vingt fois moins chère (3,03 $ contre 70,07 $ par patient). La pneumonie a cessé d'être un problème majeur de santé publique. Revenue dans le giron du praticien privé, elle a de plus en plus été gérée par l’utilisation de chimiothérapies moins spécifiques. Dans un contexte de moindre dépendance aux données de culture d’expectorations (typage), les appels à continuer de considérer la pneumonie avec inquiétude, ont contribué à l’extension de l’administration de sulfamides pour les infections des voies respiratoires supérieures; du sulfathiazole (en) et de la sulfapyridine (en) à titre prophylactique a été administré aux rhumes, grippes et rougeoles pour prévenir les risques de pneumonie, bien qu'ils n'aient aucun effet sur le rhume. Un praticien de Virginie s'est défendu de façon très martiale en 1941, dénonçant la surveillance centralisée de l'État. Les bénéfices potentiels d'une thérapie « prophylactique » par sulfamide dans les infections des voies respiratoires supérieures ne se sont pas concrétisés, mais il est devenu évident pour certains cliniciens que ces pratiques allaient à conduire à des organismes résistants. Les recommandations des instances publiques concernant la surprescription des sulfamides puis des antibiotiques vont se heurter à la liberté de prescription des praticiens privés: la « république de la science » incarnée par les praticiens autonomes à l’ère du médicament miracle.
La disparition virtuelle du rhumatisme articulaire aigu aux États-Unis est souvent attribuée à l’utilisation excessive d’antibiotiques qui étaient administrés pour le rhume et qui ont accessoirement éradiqué de nombreux streptocoques potentiellement nocifs (des infections qui seraient restés asymptomatiques en cas d'immunocompétence, ce qui se produit la plupart du temps).
Le début des années 1990 a été témoin d’une augmentation particulière (bien que progressive) de la résistance pneumococcique à la pénicilline et aux représentants d’autres classes d’antimicrobiens, perçue comme découlant en grande partie de la surconsommation d’antibiotiques. Comme cela avait été le cas six décennies plus tôt, des partenariats efficaces impliquant les cliniciens, les responsables de la santé publique et les patients ont été réclamés, ainsi que des programmes de contrôle institutionnels des antibiotiques. La pneumonie est redevenue un problème de santé publique,.
L’administration d’antibiotiques pour le rhume est généralement aujourd'hui condamnée, principalement parce qu'elle conduit à une résistance aux antibiotiques ; cependant c'est au détriment de rares patients dont l'infection streptococcique non traitée conduirait à une fièvre rhumatismale ou à une glomérulonéphrite.
Merck (sulfapyridine) et Lederle (filiale de American Cyanamid, qui a développé la sérothérapie puis deviendra le plus gros fabricant au monde de sulfamide), ont contribué à façonner les interprétations des cliniciens dans l'éventail déroutant de la littérature antipneumococcique, ainsi qu'assuré la transition thérapeutique du sérum au sulfamide. Une révolution du marketing pharmaceutique dans l'après Seconde Guerre mondiale était en marche, s'accompagnant d'une révolution des produits pharmaceutiques (dont les sulfamides ont été l'un des fers de lance). Avant qu'un marché sécurisé ne soit mis en place pour les sulfamides, un empoisonnement de masse à l'élixir sulfanilamide en 1937 a été le déclencheur d'un changement radical dans la manière de distribuer les médicaments.

### Médicament OTC

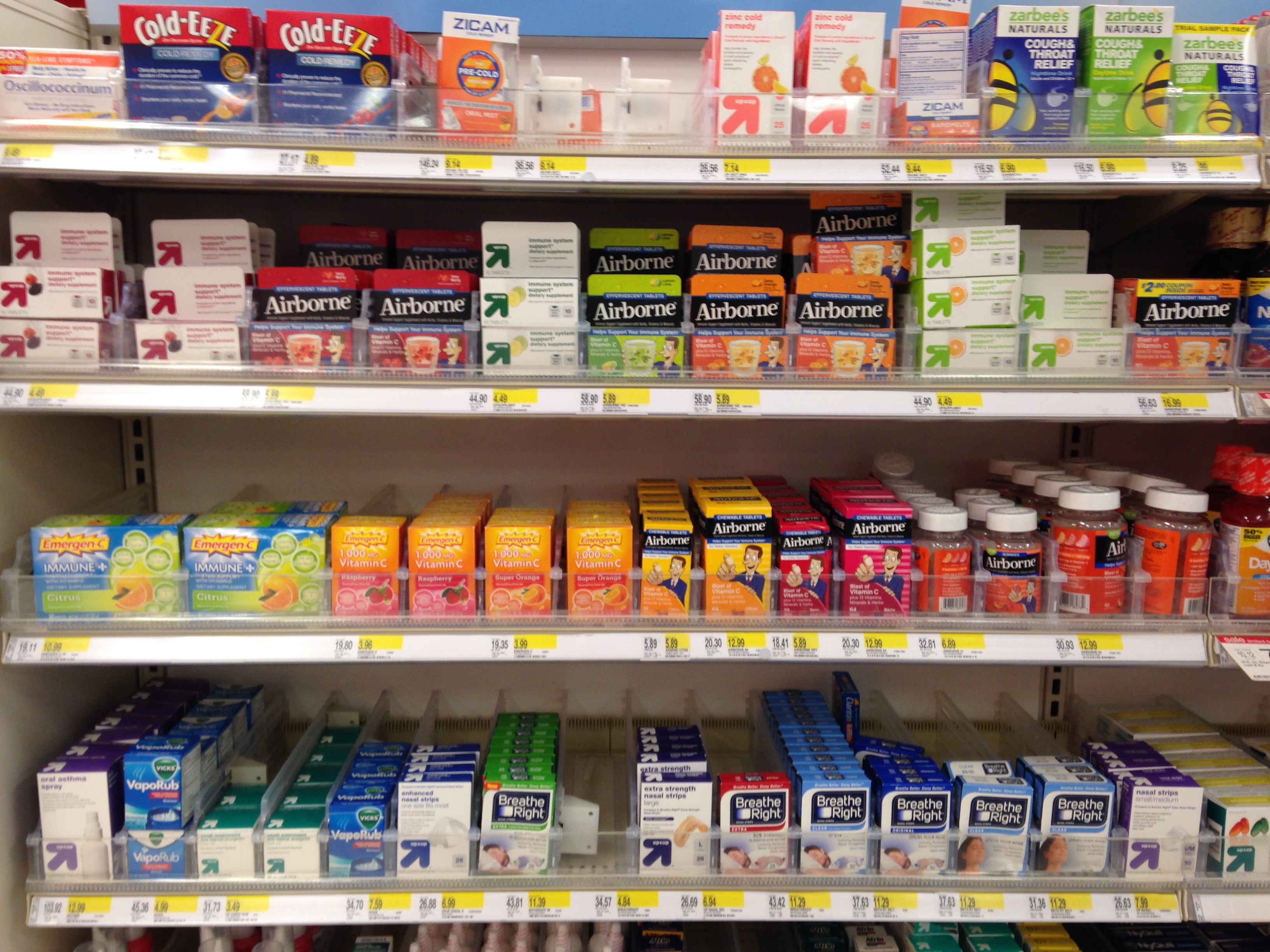
Médicaments OTC

Les médicaments OTC (Over The Counter) ou médicaments en vente libre sont des médicaments qui ne sont pas prescrits par un professionnel de la santé ; typiquement des médicaments contre la douleur, la toux et le rhume, la diarrhée, la constipation, etc.. Aux États-Unis et dans d'autres pays du monde, ils sont généralement disposés sur des étals devant le comptoir du pharmacien, d'où leur nom en anglais ; mais on peut aussi en trouver dans les magasins généraux, des épiceries, des stations-service et même sur internet.
Aux États-Unis, la classe des médicaments sur prescription a été créée en 1938 par le Federal Food, Drug and Cosmetic Act. il n’y avait pas avant cette date de contrôle réglementaire fédéral aux États-Unis pour les médicaments, et l'automédication qui ne portait pas ce nom était la règle; Un empoisonnement de masse à l'élixir sulfanilamide a été le déclencheur de ce changement, et la question s'est posée de savoir quel type de contrôle des médicaments serait le mieux calculé pour protéger la santé et en même temps préserver les valeurs de liberté individuelle américaines : le projet dès lors ne visait pas à restreindre la disponibilité des médicaments destinés à l'automédication, mais au contraire, à rendre l'automédication plus sûre et plus efficace,. Malgré les assurances du début, la Food and Drug Administration (FDA): a très vite décidé d'imposer des limites strictes à l'automédication et, par la suite consacré une proportion croissante de ses ressources à faire respecter ces limites. Les fabricants de médicaments ont reçu la responsabilité d'attribuer des classes de médicaments au moyen de l'étiquetage proposé par la FDA: le mode d'emploi sur l'étiquette rendait le médicament disponible en vente libre. ; un avertissement concernant uniquement les prescriptions rendait le médicament disponible uniquement à la prescription. La FDA approuvait l’étiquette proposée. Selon le règlement initialement proposé, l'étiquetage des médicaments en vente libre devait inclure une description du traitement de manière suffisamment détaillée pour que chaque consommateur puisse déterminer le déroulement approprié de l'automédication. Un cours de médecine par correspondance devait être proposé aux profanes.
La classe de médicaments sur prescription est devenue le type dominant vendu. L’essor technologique de l’industrie pharmaceutique après la Seconde Guerre mondiale a conduit l’introduction de nombreux nouveaux médicaments, presque tous commercialisés sur prescription. L’automédication en tant qu’objectif de politique publique a battu en retraite face à ces progrès médicaux spectaculaires. La FDA a depuis adopté une politique, qui consiste lorsqu'approprié, à faire passer les médicaments sur prescription au statut OTC (over-the-counter) de médicament en vente libre. Le processus de changement (switch) reste cependant un effort à petite échelle et qui ne vise pas à relancer l'automédication.
L'une des méthode pour switcher un médicament consiste pour une entreprise à déposer une demande pour une NDA (New Drug Application (en)) permettant d'obtenir une exemption de l'obligation d'avoir une étiquette de prescription. Cette procédure est le seul canal actif pour switcher un médicament. Les préparations topiques, les médicaments contre la toux et le rhume et les analgésiques sont typiques des médicaments qui sont switchés par ce processus. Les expériences de poursuites judiciaires liées à des effets secondaires indésirables n'incitent pas les sociétés pharmaceutiques à accroître leur exposition en vendant des médicaments puissants sur le marché de gré à gré: un médicament switché doit être sans danger (Generally recognized as safe and effective (en), GRASE) pour un usage domestique selon les normes strictes des États-Unis. La publicité pour les médicaments OTC étant plus largement autorisée que les médicaments sur prescription, c'est aussi le moyen pour les firmes pharmaceutiques d'intensifier leur communication auprès du public. Les médicaments pour le rhume sont donc devenu des produits d'appel, et une vitrine du savoir faire des entreprises.
Avec l'automédication, la condition d’une personne qui commence à présenter les symptômes d’une maladie peut désormais se concevoir comme un jeu à quatre possibilité proposé en 1992 par Peter Temin (en), économiste et historien de l'économie du MIT. Son propos vise à d'abord à montrer les médicaments OTC et l'automédication sous leurs meilleurs jours. Les symptômes sont respiratoires : toux, éternuements, etc.; à tout moment, la personne a le choix de consulter ou non un médecin. Si la personne ne consulte pas de médecin pendant cette période, elle pourra se retourner vers lui ultérieurement. La personne peut avoir une infection bactérienne, comme une bronchite, qu'un antibiotique pourrait guérir ; ou elle peut avoir une infection virale, c'est-à-dire un rhume, qui n'a pas de remède, ou pour lequel ne peuvent être éventuellement traités que les symptômes. Avec un patient omniscient, soit ayant une connaissance complète de la maladies et une préférence allant à un coût minimum de soin de santé, tout le monde resterait sur la diagonale A-D: les personnes enrhumées reconnaîtraient que la médecine n’a toujours pas trouvé de remède et traiteraient elles-mêmes les symptômes (A). Les personnes souffrant de bronchite iraient chez le médecin et obtiendraient une ordonnance pour un antibiotique (D). Alternativement, les personnes peuvent choisir de rester dans la cellule C et consulter un médecin pour un simple rhume: c'est le cas de la personne enrhumée qui a besoin de la sympathie, du soutien et des conseils d'un médecin, même s'il n'existe aucun médicament pour combattre les virus infectieux ;c'est aussi la personne qui présente des symptômes mais qui ne peut faire la différence entre un rhume et une infection bactérienne. Aucune de ces raisons n'est une erreur parallèle au coût d'être dans la cellule B examinée plus loin. Consulter un médecin peut être un moyen coûteux (dans les systèmes européens ce coût est répercuté vers la sécurité sociale) d'obtenir de la sympathie ou un soulagement symptomatique, mais il peut les fournir. Et si les personnes ne peuvent pas diagnostiquer leur maladie par elles-mêmes, elles utilisent bien les ressources des médecins, qu’ils retrouvent dans les cellules C ou D.
|                 | Rhume banal d'origine virale | Infection bactérienne |
| --------------- | ---------------------------- | --------------------- |
| Automédication  | A                            | B                     |
| Voir un médecin | C                            | D                     |

La cellule B est médicalement problématique. Elles est occupées par des gens qui voudraient essayer de traiter eux-mêmes une infection bactérienne parce qu’ils ne réalisent pas qu’il s’agit d’une infection bactérienne ou parce qu’ils ne connaissent pas les antibiotiques appropriés (aux États-Unis certains antibiotiques sont en vente libre). La personne dans la cellule B fait des choix au jour le jour et peut choisir de déménager dans la cellule D ultérieurement. L'arrivée dans la cellule B s'exprime en termes de coût, que ce soit l'inconfort qu'il produit, ou plus grave, l'extension de la maladie qui découle du retard dans le traitement de la maladie par un médecin. Ce n’est pas le coût de l’abandon total du traitement, mais seulement celui de son report. Le déplacement vers B peut être provoqué par l’introduction de nouveaux médicaments en vente libre contre le rhume et la toux. Si le retard dans l’obtention d’un antibiotique permet à l’infection de se propager de sorte qu’elle soit plus difficile à éradiquer, ce report entraîne un coût supplémentaire dont l’ampleur est difficile à évaluer du fait qu'l n’existe aucune donnée sur le moment où les gens consultent un médecin en cas d’infection bactérienne. De plus, il n'existe aucune donnée sur l'effet du retard sur le traitement des infections sensibles aux médicaments en vente libre. « Ce ne sont pas des crises cardiaques où les minutes comptent ».
Il existe toutefois de bonnes raisons de penser que cet effet serait négligeable pour les médicaments passés en vente libre. Le processus de switch commencerait par une initiative de la société pharmaceutique et reposerait, semble-t-il, sur un calcul de maximisation du profit. Ce calcul accorderait une grande importance aux éventuels coûts occasionné par le déplacement de la cellule D vers la cellule B. Le gain résultant de la vente d’un plus grand volume du médicament en question lorsqu’il est disponible sans prescription est compensé par le coût pour l’entreprise de tout retard dans le traitement d’une maladie grave. Les consommateurs aux États-Unis se sont habitués à l’idée de demander aux sociétés pharmaceutiques de payer les coûts liés à la prise de médicaments lorsque ceux-ci sont importants ou dramatiques. L'entreprise n'absorbe pas la totalité des coûts, car les gens ne tentent peut-être pas de poursuivre l'entreprise en justice pour leur inconfort, en particulier pour les coûts les plus modestes. Mais les sociétés pharmaceutiques sont extrêmement sensibles aux coûts liés à une poursuite en justice pour la commercialisation apparemment négligente de leurs produits. Outre les frais juridiques liés à leur défense, l’atteinte à leur réputation peut affecter les ventes d’autres médicaments. La politique de switch de médicament telle qu’elle est appliquée minimise les coûts liés au déplacement des consommateurs de la cellule D vers la cellule B.
L’introduction de nouveaux médicaments en vente libre contre le rhume et la toux rend la cellule A plus attractive. Si vous avez un rhume, vous pouvez aller au magasin et acheter le médicament, tout comme on achète une miche de pain. Pour les consommateurs déjà présents dans la cellule A, le bénéfice d’un plus grand nombre de médicaments en vente libre est comparable à celui d’un meilleur choix de pains ou des pains moins chers. La cellule A sera désormais plus attractive par rapport à la cellule C: certaines personnes qui allaient auparavant chez le médecin pour un rhume utiliseront désormais des médicaments en vente libre. La demande de sympathie ou de soulagement symptomatique fourni par un médecin diminuera : les gens pourront obtenir un soulagement par eux-mêmes. L'augmentation de l'automédication représente un gain pour la société, car des ressources médicales coûteuses sont libérées pour des travaux plus sérieux. Ceci suppose que les médecins sont pleinement employés.
Les médicaments en vente libre qui rendent la cellule A plus attractive rendent également la cellule B plus agréable. Certaines personnes qui ne savent pas si elles ont un rhume ou une infection plus grave et qui auparavant se retrouveraient dans les cellules C ou D à la recherche d'un diagnostic choisiront désormais de retarder leur visite chez le médecin afin de voir si les médicaments en vente libre seront efficaces. Si tel est le cas, la personne se trouve dans la cellule A ; sinon, elle est dans la cellule B. La valeur attendue de ce changement doit être positive pour que les gens le choisissent. Utiliser des médicaments en vente libre pour établir un diagnostic est moins cher mais plus risqué (en raison du délai si la maladie est grave) que d'aller immédiatement chez le médecin. Ce déplacement de la cellule D vers la cellule B n’est donc pas une erreur coûteuse pour l’individu ou la société, mais plutôt un pari raté volontairement entrepris. Si le délai n’est pas inconfortable, parce que les symptômes sont traités par des médicaments en vente libre et que le délai ne rend pas l’infection plus difficile à déloger, alors le délai n’est pas coûteux. Le coût immédiat correspond uniquement au prix du médicament en vente libre qui sera remplacé par un médicament sur ordonnance si le médicament en vente libre échoue et que la personne malade consulte par la suite un médecin.
Conséquence de l'accroissement du nombre de médicament disponibles en vente libre, le nombre de visites chez le médecin pour un rhume entre 1976 et 1989 a diminué régulièrement de 110 000 visites par an.
Lorsque de nombreux médicaments contre le rhume ont été approuvés pour la première fois par la FDA, c'était basé sur leur sécurité sans examiner leur efficacité. Une nouvelle loi exigeant une preuve d'efficacité a été adoptée en 1962, le KefauverHarris Drug Amendments des suites du scandale de la Thalidomide. 30 ans plus tard cependant, la FDA n'avait toujours pas examiné les centaines de médicaments déjà sur le marché. En 1992 les chercheurs médicaux étaient de plus en plus sceptiques quant à l'utilité des expectorants et de certains décongestionnants. Selon le GAO, les ventes de médicaments OTC à cette époque aux États-Unis s'élevaient à 11,2 milliards de dollars, soit 2 pour cent de toutes les dépenses de santé américaines ; un milliard de dollars allaient aux traitements du rhume.
Remarque: Le jeu à quatre cellule ne tient pas compte du fait que le passage par C et D est aussi motivé par la demande pour un arrêt de travail : il n'y a pas aux États-Unis d'obligation fondamentale à se mettre en relation avec le système de santé pour un rhume, c'est plus le fait des économies libérales européennes possédant une Couverture universelle des soins de santé (voir plus loin).

### Médecine synthétique, us et abus

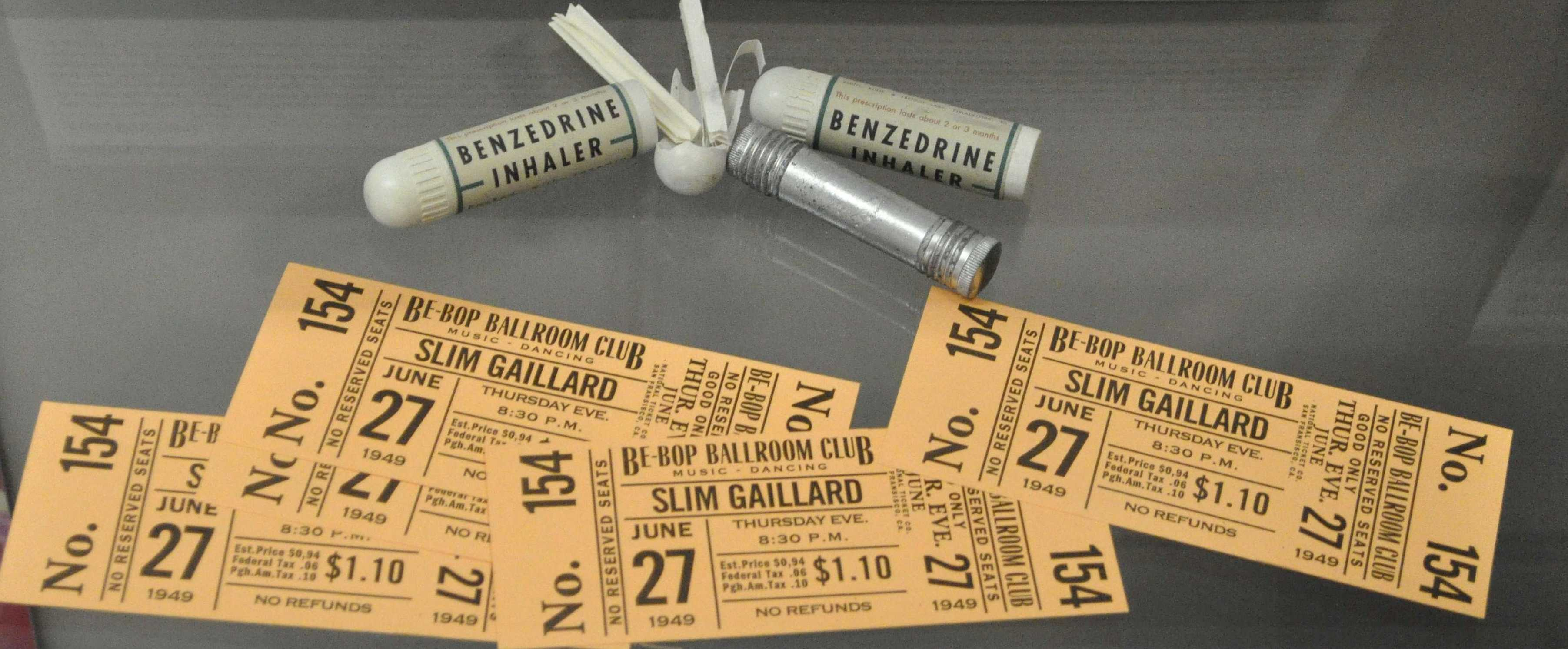
Billets et tubes de benzédrine liés à la vie de Jack Kerouac. La benzédrine a été commercialisée pour la première fois en 1933 par la société pharmaceutique Smith, Kline & French. Il s’agissait d’un décongestionnant en vente libre (OTC) sous forme d’inhalateur. En 1937, l’amphétamine sous forme de comprimés, le sulfate de benzédrine, a été introduite. Les médecins l'ont prescrit pour : narcolepsie, dépression, fatigue chronique En 1945, les estimations montrent que plus de 13 millions de comprimés d'amphétamine étaient produits par mois aux États-Unis. C'était suffisamment d'amphétamine pour qu'un demi-million de personnes puissent prendre de la Benzédrine chaque jour. Le produit le plus sujet aux abus, et à l’origine de la découverte de la psychose amphétamine par la médecine, était l’inhalateur de benzédrine, qui pouvait facilement être ouvert pour la consommation orale du grand réservoir de base d’amphétamine qu’il contenait.

Squelette de l'amphétamine

La plupart des médicaments contiennent un ou plusieurs ingrédients actifs différents ; par ailleurs la FDA ne switch pas des médicaments ; elle switch des ingrédients actifs, qui incorporés dans différents médicaments autorise leur vente sans prescription: en 1992 elle avait fait passer vingt et un ingrédients actifs contre la toux et le rhume au statut OTC, dont dix-neuf pouvaient être pris par voie orale. Les médicaments contre le rhum, la toux, les allergies, les bronchodilatateurs et les antiasthmatiques en vente libre (OTC) se trouvent sous différentes formes galéniques; dans les ingrédients actifs on trouve des bronchodilatateurs, antitussifs par voie orale ou topique, expectorants, antihistaminiques et décongestionnants nasal par voie orale ou topique.
Dans les ingrédients actifs de la plupart des bronchodilatateurs et décongestionnants, on trouve couramment l'éphédrine et la pseudoéphédrine, de la classe des « amines sympathomimétiques », appelés de cette manière parce que leurs actions pharmacologiques « imitent » les effets de l'activation de la partie « sympathique » du système nerveux autonome. Le toxidrome sympathomimétique comprend une tachycardie, une hypertension, une hyperthermie et une agitation. L'effet recherché par ces décongestionnants est la vasoconstriction du système vasculaire nasal et la décongestion de la muqueuse nasale subséquente. Les effets des amines sympathicomimétiques avaient été caractérisés en 1910 par George Barger et Henry Hallett Dale alors qu'ils investiguaient une substance synthétisée en 1887 par Lazăr Edeleanu, qui sera appelée bien plus tard « benzedrine » puis « amphétamine », largement utilisée comme décongestionnant, mais aussi pour réduire le stress, améliorer la concentration et les performances intellectuelles; c'est la muse de Jack Kerouac : Sur la route fut rédigé en trois semaines sous benzédrine. Le composant amine (NH) n'est que l'un des quatre composants moléculaires distincts du squelette de base de toutes les substances sympathomimétiques.; quatre fragments structurels facilement manipulables en laboratoire ; une modification mineure dans l’un des groupes peut aboutir à un médicament ayant des effets significativement différents. L'arrangement bêta-phényléthylamine est aussi essentiel à la plupart des propriétés pharmacologiques et biochimiques de ces composants, en particulier à son pouvoir de libérer la norépinéphrine des sites de stockage neuronaux et de bloquer l'absorption membranaire de la noradrénaline.
Le concept de médecines entièrement synthétiques était embryonnaire en 1910, et personne aux États-Unis ou en Grande-Bretagne n'a immédiatement saisi les implications des découvertes de Edeleanu, Barger et Dale ; il faudra attendre les années 1920 pour que le chimiste et pharmacologue américain, Gordon Alles ouvre la boîte de Pandore, sous la forme de molécules hautement addictives qui comprennent outre les amphétamines, les méthamphétamine, mais aussi les éphédrine et pseudoéphédrine, médicaments largement utilisés à mauvais escient. Ces molécules vont former une industrie immense tant légale qu'illégale.

Adrénaline

Éphédrine

(+)-Pseudoéphédrine

L'éphédrine, un médicament naturel obtenu à partir de l'herbe Ma Huang (Ephedra vulgaris, sont aussi utilisés Ephedra sinica, Ephedra distachya L. et à Ephedra equisetina Bunge, en Chine dans la culture des Pen-ts'ao depuis des siècles ; aussi Ephedra alata subsp. alenda (en) dans le Nord de l'Afrique), est entré très tôt dans la médecine traditionnelle des affections respiratoires. L’empereur Shennong (2737 av. J.-C.) aurait placé cette plante dans la classe intermédiaire de sa pharmacopée, le Shennong bencao jing. La pharmacopée de Li Shizhen, le Bencao gangmu, rédigé en 1569, le recommandait aussi pour faire baisser la fièvre, provoquer la transpiration et arrêter la toux. L'éphédrine, le principe actif, a été isolée dans les années 1880 mais n'a été caractérisé qu'en 1924, par les pharmacologues d'élite Ko Kuei Chen et Carl Schmidt. Ils ont souligné que l'éphédrine présentait une grande ressemblance structurelle avec l'adrénaline, l'hormone produite par la médullosurrénale, qui avait été synthétisée en 1904, indépendamment par Friedrich Stolz en Allemagne et Henry Drysdale Dakin en Angleterre. L'adrénaline s'est avérée utile pour ralentir les saignements liés à la chirurgie des tissus mous et pour traiter le choc ; mais elle a été aussi largement consommée comme décongestionnant (appliquée via un atomiseur, à la place de la cocaïne auparavant populaire), et comme bronchodilatateur (injecté en cas de crise d'asthme grave). L'adrénaline semblait prometteuse pour le traitement symptomatique des crises d’asthme aiguës, parce qu'elle dilatait les bronches et était un puissant stimulant respiratoire. Elle présentait cependant plusieurs inconvénients sérieux : entre autres son administration entraînait souvent une apnée brève mais désagréable, elle était instable et se décomposait rapidement ; le dispositif d'inhalation n'était pas encore perfectionné et, comme l'adrénaline était inactive lorsqu'elle était prise sous forme de pilule, il fallait l'injecter ; ses actions sur le système humain n’étaient pas du tout spécifiques : elle augmentait le débit cardiaque, la pression artérielle systolique et les taux sanguins d’acide lactique et de glucose, en plus de stimuler la respiration ; elle pouvait provoquer des réactions indésirables allant de l'anxiété et des étourdissements à la mort par hémorragie cérébrale ou arythmie cardiaque.
L'éphédrine présentait un avantage important par rapport à l'adrénaline : elle était active lorsqu'elle était prise par voie orale, sous forme de pilule ; elle avait en outre une durée d'action beaucoup plus longue, produisait des effets centraux plus prononcés et plus fiables et était beaucoup moins toxique. Dans les années 1920, l’éphédrine a ouvert une nouvelle ère dans la pharmacologie commerciale ; décongestionnant et bronchodilatateur, c'est devenu un traitement à succès contre l'asthme, le rhume et les allergies. La société pharmaceutique Lilly à la fin des années 1920, a dominé le marché nord-américain de l'éphédrine, tirant parti d'un quasi-monopole sur les approvisionnements chinois en plantes d'éphédra. L’usage médical de l’éphédrine a augmenté à un rythme si élevé qu’on a craint l'épuisement des réserves naturelles. C’est ainsi que la recherche d’un substitut à l’éphédrine a commencé. George Piness, directeur d'un laboratoire de recherche à Los Angeles, qui était au courant des travaux d'Edeleanu, Barger et Dale, a suggéré à Gordon Alles, l'un de ses jeunes chercheurs chimistes, de rechercher un substitut d'amine synthétique à l'éphédrine. Alles a conclu en 1927 que l'amphétamine originale synthétisée par Edeleanu en 1887 était le candidat idéal, qu'il a breveté et accordé sous licence à la société pharmaceutique Smith, Kline & French (SKF). Huit ans avant qu'Alles ne commence ses travaux, un pharmacologue japonais, Akira Ogata avait aussi synthétisé un composé d'amphétamine qui acquerra bien plus tard une notoriété considérable sous le nom de méthamphétamine. Au milieu des années 1930, SKF a développé et commercialisé de manière agressive un décongestionnant en vente libre appelé Benzedrine Inhaler, qui contenait de grandes quantités d'amphétamine volatile, récupérant ainsi une grande partie du marché de Lilly pour les inhalateurs d'éphédrine. Peu de temps après, SKF a poursuivi le développement de comprimés de sulfate de benzédrine pour diverses indications neuropsychiatriques, notamment la dépression mineure. Alles et SKF ont également exploré plusieurs grandes familles d'autres alkylamines ; au milieu des années 1945, SKF commercialisait le 2-amino-6-méthylheptane comme ingrédient de son remède contre le rhume par inhalation Eskay Oralator,. Poussé par la concurrence et la pression croissante de la FDA, des autorités pharmaceutiques de l'État et des forces de l'ordre, SKF a choisi de remplacer l'amphétamine dans son inhalateur décongestionnant et, en 1947, a opté pour la propylhexédrine pour son inhalateur Benzedrex.
Ces composés sympathomimétiques synthétiques ont été retirés depuis longtemps du marché pharmaceutique en vente libre, en raison de problèmes de sécurité et d'abus. L'amphétamine est devenue un médicament hautement contrôlé dont les applications thérapeutiques se limitent au trouble déficitaire de l'attention avec hyperactivité et à la narcolepsie. Les métamphétamines ont été bannies par la FDA en 1959. En 1968, la Burroughs Wellcome Company, fabricant de la « Methedrine », utilisé pour traiter l'obésité sévère, la narcolepsie et le TDAH, a arrêté la production aux États-Unis de ce qui est encore l'un des noms les plus populaires pour la méthamphétamine, en particulier parmi les utilisateurs et les abuseurs qui l'abrègent en « Meth ». L'éphédrine et l'éphédra ont favorisé une perte de poids modeste ce qui a motivé leur utilisation dans des compléments alimentaires, interdite de manière définitive en 2004 par la FDA ; ce qui a relancé l'aventure pharmacologique des années 1940 pour trouver des analogues de l’éphédrine, de l’amphétamine et de la méthamphétamine à placer dans ces suppléments nutritionnels. La méthylhexanamine (DMAA) un médicament sympathomimétique commercialisé depuis 1948 par Eli Lilly and Company comme décongestionnant nasal inhalé a été volontairement retiré du marché dans les années 1970, mais a trouvé à resurgir sous forme de compléments alimentaires pour sportifs vendus aux États-Unis, désormais rendus illégaux.
Pour l’agence mondiale antidopage, éphédrine, méthyléphédrine et pseudoéphédrine sont incluses dans la liste des interdictions sous la rubrique S6.B; éphédrine et pseudoéphédrine figurent aussi parmi les précurseurs contrôlés par l’organe international de contrôle des stupéfiants (OICS) et servent à la fabrication illicite de drogues de synthèse. Aux Etats-Unis de tous les médicaments pour lesquels des abus de drogue ont été constatés, les médications contre le rhume (libres ou prescrites) arrivent deuxième après la Vicodin ; troisième si l'on considère toutes les drogues, le Cannabis arrivant largement en tête. Dans de rares cas, l'abus de pseudoéphédrine peut créer des hallucinations ou un « high corporel » intense; l'Oxymétazoline un décongestionnant nasal sympathomimétique direct sous forme topique et de spray nasal est surconsommé et détourné,. Les stimulants, en tant que classe de drogues, sont les deuxièmes drogues illicites les plus consommées après le cannabis, avec plus de 68 millions de consommateurs dans le monde. La codéine et le dextrométhorphane utilisé comme médicament contre la toux sont aussi détournés de leur usage médical. Les médicaments contenant de la codéine sont soumis à certaines réglementations, contrairement au Dextrométhorphane en vente plus ou moins libre.
Il est déconseillé d'utiliser des sprays ou gouttes nasales décongestionnantes plus d'une semaine à la fois, car ils peuvent avoir l'effet inverse de nez bouché en permanence, connu sous le nom de congestion de rebond. L'abus de spray nasaux peut induire hypertension, rhinalgie chronique, dégradation de la muqueuse, perforation nasale et, à terme, une perte complète d’odorat.
La méthamphétamine possède un centre chiral, et existe sous forme d'énantiomères dextrogyre (d) et lévogyre (l). Longtemps désignée comme substance contrôlée sans discrimination de ses énantiomères, l'énantiomère « d » exerce de puissants effets physiologiques et psychostimulants et présente un risque élevé d'abus, tandis que l'énantiomère « l » n'exerce que le dixième de ces effets, et est utilisé comme décongestionnant nasal, la lévométhamphétamine. La transformation illégale de la pseudoéphédrine et de l'éphédrine en méthamphétamine ne produit que l'énantiomères « d ». L'utilisation légale de décongestionnants intranasaux contenant de la lévométhamphétamine peut compliquer les tests urinaires dans la mesure ou un faux positif aux amphétamines peut être provoqués par la l-amphétamine.

### La phényléphrine ne fonctionne pas (Breaking Bad)
L'obstacle le plus important rencontré par le statut OTC dans le cas du rhume, et aussi de manière générale, est venu de la pseudoéphédrine, employée de manière détournée et illégale dans la fabrication de méthamphétamine ; et la phényléphrine, employée pour la remplacer qui s'est avérée totalement inefficace. Ce dernier composant approuvé en 1976 par la FDA n'était pas plus efficace qu'un placebo : un constat définitif qui date de septembre 2023, pour un médicament qui avait engrangé 21,7 milliards de dollars cette année-là et dont les prévisions encourageantes laissaient entrevoir une industrie de 38,4 milliards de dollars à l'horizon 2032. C'était aux États-Unis l'ingrédient décongestionnant le plus utilisé après qu'une loi fédérale ait exigé qu'un autre ingrédient, la pseudoéphédrine, soit déplacée derrière les comptoirs car il pourrait être transformé illégalement en méthamphétamine. Des inquiétudes quant à l'efficacité de la phényléphrine ont fait surface publiquement en 2007, lorsque les pharmaciens de l'Université de Floride ont exhorté la FDA à retirer le médicament du marché. Ce qui n'a pas empêché sa commercialisation, car sans pseudoéphédrine, et sans phényléphrine, le Big pharma se retrouve avec un carton vide pour soigner les nez bouchés.
Le problème concernant la phényléphrine va être de trouver une molécule de remplacement dont l'efficacité soit prouvée ainsi que son caractère inoffensif,.
La pseudoéphédrine est efficace comme décongestionnant et intégrée dans de nombreuses préparations contre le rhume ou les allergies, mais avec l'éphédrine, elle permet également de fabriquer par synthèse one-pot de la méthamphétamine (La D-meth, seul l'énantiomère « d » exerce de puissants effets physiologiques et psychostimulants et présente un risque élevé d'abus), drogue récréative mais aussi de travail courante aux États-Unis. L'essor de la méthamphétamine aux États-Unis aurait coïncidé avec l'essor du travail dans les services, où les gens ont du cumuler plusieurs emplois subalternes peu valorisés, pour gagner le même montant qu'ils gagnaient dans un emploi dans le secteur manufacturier ; loin de l'image laissée par la série télévisée Breaking Bad, de consommateurs de méthamphétamine largement déconnectés de la société, une large frange de toxicomanes fonctionnels déclare utiliser la méthamphétamine pour fournir l’énergie nécessaire à plusieurs emplois ; en particulier les mères qui travaillent, qui dépendent de stimulants puissants comme la méthamphétamine pour jongler avec leurs diverses responsabilités. Des suite d'une épidémie de méthamphétamine (en) aux États-Unis, une Loi de 2005 relative à la lutte contre l'épidémie de méthamphétamine a été intégrée au Patriot Act le 9 mars 2006 ; cette loi impose la vente des médicaments contenant de la pseudoéphédrine dans des armoires verrouillées ou derrière le comptoir ; en outre elle limite la quantité mensuelle que tout individu peut acheter ; elle oblige aussi les détaillants à conserver les informations personnelles des clients, qui doivent présenter une pièce d'identité, pendant au moins deux ans après l'achat de ces médicaments. Le Mississippi et l'Oregon ont même finit par imposer que la pseudoéphédrine soit obtenue par prescription médicale, ce qui était une première pour un médicament recommandé pour la vente libre par la FDA. L'introduction de la technologie National Precursor Log Exchange, un système électronique d'enregistrement et de conformité en temps réel qui suit les ventes de médicaments en vente libre contre le rhume et les allergies contenant de la pseudoéphédrine, adoptée par la plupart des États des États-Unis pour empêcher l’accès criminel à la pseudoéphédrine, a permis d'abroger cette loi en 2021. La Consumer Healthcare Products Association, qui représente le lobby des produits pharmaceutiques en vente libre a pu déclarer cette année là que « désormais, d'un océan à l'autre », il était de nouveau légal d'acheter en vente libre (OTC) des médicaments contre le rhume et les allergies contenant de la pseudoéphédrine.
Ces mesures sécuritaires qu'habituellement les Américains redoutent, ont encouragé les entreprises a introduire de nouvelles formulations de leur médicaments en vente libre, incluant la phényléphrine, qui s'est avéré au final totalement inefficace. C'est le Sudafed PE de Pfizer qui est venu s'ajouter au Sudafed. Celui-ci permettait tout au moins de vendre les produits devant le comptoir. New Scientist évoque une déchétisation des médicaments contre le rhume, liée au trafic de Crystal meth.
Des mesures semblables ont été observées au Mexique en 2007, mais qui du fait de la faiblesse de son système judiciaire a fini par accueillir le plus gros de la production de méthamphétamine à destination des États-Unis, puis par capter le plus gros du commerce illégal de précurseurs pour les transformer aux États-Unis,. Au Canada pour les mêmes raisons un arrêté d'urgence du 17 mai 2024 interdit la vente de médicaments dont l'éphédrine et la pseudoéphédrine sont l'ingrédient unique. Aucun produit commercial à base de pseudoéphédrine existant ne constitue cependant un obstacle significatif pour ralentir ou limiter l’extraction et la conversion de pseudoéphédrine dans les laboratoires clandestins de méthamphétamine. Une étude de 2018 a montré aussi que l'inviolabilité supposée de certaines formulations de la pseudoéphédrine n'était pas un obstacle à leur conversion en meth par des chimistes clandestins (en). La consommation de méthamphétamine en Europe est inférieure à celle d’autres régions du monde, et est généralement concentrée en Tchéquie et en Slovaquie, ; l'utilisation illégale de l'éphédrine et la pseudoéphédrine est tempérée par le fait qu'il existe une offre pour d'autres précurseurs comme le phénylacétone (BMK). Trente-cinq États des États-Unis s'appuient sur le National Precursor Log Exchange (NPLEx) et un système semblable existe aussi en Australie.
Le statut BTC — « behind-the-counter » — a été créé aux États-Unis pour contrôler les produits en vente libre contenant de l'éphédrine ou de la pseudoéphédrine, qui implique le contrôle par un professionnel de la santé ; c'est par ailleurs un mode de distribution bien établi en Europe, renforcé par des monopoles du pharmacien bien ancrés. La pseudoéphédrine fait en Europe sauf aux Pays-Bas, toujours partie de la plupart des médications contre le rhume, et se trouve sur la sellette, notamment en France, à cause des risques multiples dont infarctus du myocarde, accidents vasculaires cérébraux, poussées hypertensives qu'elle fait courir aux consommateurs. En février 2023, le Comité d'évaluation des risques en pharmacovigilance de l'Agence européenne des médicaments a commencé l’examen des médicaments contenant de la pseudoéphédrine à cause d'un risque détecté de syndrome d'encéphalopathie postérieure réversible (en) (PRES) et de syndrome de vasoconstriction cérébrale réversible (RCVS), maladies rares entraînant des complications potentiellement graves, voire potentiellement mortelles. Aux Pays-Bas, la vente libre d'éphédra et de substances apparentées est interdite depuis 2004, en raison de graves effets secondaires et du manque d'avantages prouvés ce qui inclut les pseudoéphédrine, éphédrine, noréphédrine et la norpseudoéphédrine (cathine).

### Empire pharmaceutique
Parce que le rhume est une maladie très courante, et parce qu'il est généralement autodiagnostiqué et automédiqué, il existe un vaste marché mondial pour les traitements contre la toux et le rhume, valorisé à hauteur de plus de 70 milliards de dollars en 2023. Les traitements qui permettent supposément de soutenir ou de renforcer le système immunitaire, comprenant une large gamme de vitamines, de minéraux, de probiotiques et de plantes médicinales, forment un marché mondial, qui était en 2021 valorisé à plus de 20 milliards de dollars et qui devrait atteindre plus de 31 milliards de dollars américains en 2028.
La publicité pour les produits non soumis à prescription (en vente libre, OTC) étant autorisée en Europe, c'est aussi un moyen pour les firmes pharmaceutiques d'intensifier leur communication auprès du public, et desservant doublement leur intérêt, aussi d'inciter les gens à l’automédication.
L'industrie pharmaceutique pousse également sa marchandise dans les cabinets médicaux où « l’influence des laboratoires
pharmaceutiques sur les prescriptions de médicaments n’est plus à démontrer. ». Les firmes pour vendre leurs produits savent habilement s'appuyer sur différentes logiques socioculturelles. Les médecins sont généralement porteurs d'une vision optimistes des médicaments et d’une forte tradition positiviste, favorisée par des formations limitées en pharmacologie. Persuadés « des progrès constants des thérapeutiques et des effets bénéfiques des produits en général », ils sous-estiment les effets iatrogènes des produits qu’ils prescrivent. Soucieux de ne pas inquiéter les patients et de favoriser l’observance aux traitements jugés toujours légitime, motivations traditionnelles des médecins, ils omettent généralement de renseigner les effets indésirables des médicaments. Faute d’autres solutions thérapeutiques, le médicament est aussi souvent le seul outil dont ils disposent. Forts de ces faiblesses, les agents commerciaux des firmes pharmaceutiques ont facile de convaincre les médecins de prescrire de fausses nouveautés. Les représentants des firmes pharmaceutiques sont aux côtés des étudiants dès la faculté de médecine, ce qui les habitue ensuite à une présence jugée naturelle. Une autre logique socioculturelle sur laquelle l'industrie pharmaceutique peut s'appuyer concerne la médication des épidémies saisonnières bénignes (rhumes, grippes, gastroentérites), qui relève uniquement de l’initiative des généralistes, et qui sont liées principalement à des sensibilités culturelles importantes concernant les infections respiratoires, mais aussi à des logiques de prescription d’un médicament par symptôme perçu ou redouté. Les diagnostics de sinusites suspectés peuvent occasionner de trois jusqu’à six produits prescrits, dont des antalgiques. La tendances va à anticiper de possibles fièvres et douleurs.
Le malade français tient d'autre part à son ordonnance, pour lui attestant de la réalité de sa maladie.
En raison de la familiarité du rhume, la complexité, la morbidité et la mortalité du rhume causé par des centaines de sérotypes différents de virus n'ont pas souvent été pleinement appréciés. En France un outil d'aide à la décision élaboré en 2018 suggérait le zinc comme stratégie préventive pour réduire d'un jour la durée des symptômes, du miel contre la toux sèche, des lavages nasaux avec des solutions salines contre la rhinorrhée et la congestion nasale et des antihistaminiques sédatifs pour réduire l'intensité de la rhinorrhée et des éternuements ; enfin pour limiter les iatrogènes et les dépenses, toutes les stratégies non médicamenteuses et préventives, à l'efficacité prouvée. Une commissions de l'Académie nationale de médecine française a finalement conclu en 2020 que les prescriptions médicamenteuses, nombreuses et variées, représentaient un danger en termes de santé publique et de risque individuel, ainsi qu'un coût non justifié en termes de dépenses de santé. Ce rapport préconisait de créer conjointement avec l'Académie nationale de pharmacie un Observatoire national du rhume, permettant de piloter la formation des médecins et des pharmaciens et également de prévenir un usage inadapté des antibiotiques ou des corticoïdes prescrits, ou de l'automédication.
Un lien est avéré entre le nombre de prescriptions de médicaments et le nombre de représentants de laboratoires reçus par les cabinets médicaux. Il existe aussi des figures de Janus au sein de la médecine sur lesquelles les firmes pharmaceutique peuvent s’appuyer. L'espoir pourrait venir des petits prescripteurs.
Il existe une prévalence de l'automédication chez les étudiants en médecine (97,2 %) plus élevée que chez les étudiants non-médecins (44,7 %).

### Une histoire de l'automédication
Les États-Unis, on l'a vu ont une culture des médicaments en vente libre fortement institutionnalisée. La Consumer Healthcare Products Association, était en 2010, le deuxième plus gros dépensier en termes de lobbying auprès de Législature d'État des États-Unis, juste après Altria ; elle représentait alors les fabricants et distributeurs de médicaments en vente libre, qui craignaient une baisse des ventes de décongestionnants si le projet de loi anti-méthamphétamine devenait loi.
Tous les pays ont cependant une histoire différente de l'automédication. Les Français n'ont pas souvent recours à l'automédication, du fait qu'ils n'ont presque jamais à payer pour leurs produits de santé, remboursés par la sécurité sociale. La part des produits d’automédication pharmaceutique représente toutefois le tiers des dépenses de médicaments des consommateurs français, dont 58% sont allés à la médication de petites pathologies comme le rhume ou la toux. La part de spécialités sans ordonnances dans les officines serait de 6,4% en France, 12,5% au Royaume-Uni, 13,9% en Belgique et en Suisse 18,3%. Ces chiffres ne considèrent pas le commerce qui se fait en dehors des officines. L'automédication en cas de rhume est donc fréquente, et il y a lieu de distinguer dans l'automédication du rhume les produits pharmaceutiques et non pharmaceutiques.
En 2018, une étude internationale (cross-sectional European Common Colds study, COCO study) via des centres de soin primaire a identifié 527 pratiques d'automédication pour les rhumes. L'utilisation moyenne d'articles par participant, standardisée selon l'âge, était de 12 (plage de 6 à 15), et la majorité des patients (62 %) utilisaient une combinaison de produits pharmaceutiques et non pharmaceutiques. L'étude a pu déterminer que l'inconfort important ressenti lors d'un épisode de rhume et la méconnaissance du cours naturel de la maladie étaient les déterminants principaux de l'automédication du rhume. L'étude encourageait toutes les campagnes publiques de sensibilisation nécessaires pour promouvoir une utilisation rationnelle des soins personnels. Une enquête britannique de 1999 sur les connaissances générale sur le rhume, avait montré par exemple que jusqu'à 35 % des participants avaient des idées fausses sur l'efficacité de l'ail, de la soupe au poulet et des antibiotiques et que 53,2 % ne savaient pas que des virus provoquaient le rhume,.
L'automédication dans certains cas a été très tôt légitimée. Le cas de l'aspirine est remarquable, véritable panacée, et recommandée selon certaines condition pour soulager la douleur ou la fièvre associés à un épisode de rhume ; deux milliards de comprimés étaient vendus en France en 1966; L’achat d'aspirine en vente libre, n’était cependant pas toujours déconnectée d'un mode prescription par défaut: en anglais une célèbre punchline « Take two aspirin and call me in the morning » (« Prends deux aspirines et appelle-moi demain matin »), reflétant les conseils téléphoniques séculaires donnés par le médecin essayant de dormir un peu plus, ou la démission d'un médecin devant des pathologies jugées bénignes et encombrantes, évoquent un consentement tacite voir une prescription. Mais ce conseil n'a plus semblé très approprié par la suite lorsque le CDC a évoqué le risque de syndrome de Reye associé à la prise d'aspirine. En 1979, l'automédication des « grippe, céphalées, nausées, entorses, toux et diarrhée » était d'autre part encouragée à demi-mot même en France alors que des produits « grand public » étaient banalisés, et ce malgré une opposition farouche des pouvoirs bureaucratique et médical : une « automédication raisonnable et éclairée » pouvait restituer au généraliste un temps précieux et « soulager quelque peu le budget de la Sécurité Sociale »; et d'affirmer « Nul ne devrait être contraint de consulter qui ne veut », « certaines pratiques administratives, attentatoires à la liberté (dépistage, visites médicales obligatoires), nous y obligent trop souvent, cela peut être utile sur le plan de la santé publique mais cela n’est rien d'autre qu'une fort regrettable intrusion dans notre vie privée. Tout au plus devrait-on éclairer le citoyen sur les dangers qu’il peut courir — et le laisser libre de les courir s'il le souhaite, en ne se permettant d'intervenir que s’il en fait courir à d’autres. ».
Une remise en question complète de la médication du rhume est en cours.

### Prescription des médecins
Au Japon une étude de 2022 a démontré que 90% des prescriptions de médicament pour le rhume sont inappropriées.
Une première étude aux États-Unis sur les schémas généraux de prescription et d'utilisation de médicaments dans une communauté entière avait montré en 1967, qu'à côté d'une consommation conséquente de psychotropes, une grande partie des prescriptions de médicaments et les coûts associés, allaient à des maladies bénignes et spontanément résolutives, par exemple le rhume sans complication. Les données d'études de marché nationales aux États-Unis indiquaient également que la plupart des médecins (environ 95 pour cent), concevraient de délivrer une ou plus d'ordonnances à un patient chez qui ils diagnostiqueraient un rhume ; près de 60 pour cent de ces ordonnances devaient concerner des antibiotiques. Les données n'étaient pas disponibles pour déterminer quelle proportion représentait des complications bactériennes d'une maladie qui était à l'origine virale. Les antibiotiques ne fonctionnent pas contre les virus responsables du rhume et n'aident pas à se sentir mieux: le traitement antibiotique de l'infection des voies respiratoires supérieures ne modifie pas l'issue clinique de la maladie et ne prévient pas d'autres complications. De plus la surconsommation d'antibiotiques conduit a une baisse générale de leur efficacité thérapeutique.
Cette étude n'est pas tombée dans l'oubli, mais un demi siècle plus tard, la situation était demeurée assez semblable.
Les VRTI non liées à la grippe (le rhume) aux États-Unis n'ont pas reçu autant d’attention que les affections cliniques moins courantes, une indifférence qui tient au fait qu'il n’existe aucun médicament disponible pour traiter la cause du rhume,. Probablement du fait que le rhume n'a pas de remède, et aussi à cause du caractère bénin du rhume, les praticiens s'accordent souvent sur le fait qu'un rhume chez l'adulte chez l'adulte ne nécessite pas de consultation médicale; le rhume banal, infection banale, bénigne et spontanément résolutive, ne nécessite généralement que du repos pour se guérir ; il nécessite aussi de s'isoler des autres, pour ne pas les contaminer.
Les prescriptions médicamenteuses dans le cas du rhume sont cependant aujourd'hui nombreuses et variées, la prescription d'antibiotiques courante ; représentant toutes deux un danger en termes de santé publique. De même, l'obligation de se présenter à un médecin pour obtenir un arrêt de travail lié à un rhume est volontiers qualifiée par les praticiens de médicalement inutile, de paperassière, d'encombrante, voir de dangereuse pour d'autres patients présents immunodéprimés.
En 2001, au moins cinq traitements étaient en cours de développement aux États-Unis, qui ciblaient les virus les plus courants impliqués dans les VRTI, dont trois visaient les agents liant la capside du virus, dont le pléconaril (en) de ViroPharma,. Il y avait alors un certain espoir que ces médicaments offrent aux médecins la première alternative thérapeutique, permettant de réellement diminuer la charge virale. En conséquence, une nouvelle étude a été menée aux États-Unis, largement soutenue par ViroPharma (en), visant à obtenir une incidence actualisée des VRTI non liés à la grippe aux États-Unis, et à quantifier l’impact économique de l’utilisation des ressources de santé et les pertes de productivité associés à ces infections.
Cette étude a déterminé qu'environ 500 millions d’épisodes VRTI non liés à la grippe surviennent chaque année aux États-Unis, et que l’impact économique total des VRTI non liés à la grippe approcherait donc de 40 milliards de dollars par an : coûts directs, 17 milliards de dollars par an ; et coûts indirects, 22,5 milliards de dollars par an. Dans les coûts directs sont repris l'utilisation des ressources de santé, les schémas de traitement associés, les rencontres avec les cliniciens ambulatoires, l'utilisation de médicaments en vente libre et sur ordonnance, les complications infectieuses : les coûts indirects consistent en la pertes de productivité.
Hors des 40 milliards de coût relevés par l'étude, plus de 1,1 milliard de dollars sont dépensés chaque année pour 41 millions de prescriptions d'antibiotiques pour des personnes souffrant de rhume ; bien que les antibiotiques n'aient aucun effet sur une maladie virale. Le rhume conduit aux États-Unis à plus de 110 millions de visites chez le médecin et une estimation prudente des coûts de 7,7 milliards de dollars par an. Plus d'un tiers des patients qui ont consulté un médecin ont reçu une prescription d'antibiotique.
En France, le rhume, un des principaux motifs de consultation en médecine générale, engendre de même, souvent, une réponse thérapeutique inappropriée et une surprescription. Les raisons avancées dans une étude sont d’abord culturelles — pratique médicale ancrée, « pèlerinage » du patient allant du cabinet médical à la pharmacie, réponse obligée au paiement à l’acte, vertu rassurante du médicament, nécessité d’un traitement « minimal » et acte intellectuel médical peu valorisé —; environnementales — pressions des patients, lobbying pharmaceutique déjà évoqué plus haut, fonctionnement concurrentiel des cabinets médicaux et clientélisme; et universitaires: formation médicale non adaptée à la réalité de la médecine générale, adage immuable: « un symptôme = un médicament ».
En France, l’importance de la prescription d’antibiotique pour le rhume est difficile à évaluer. Une estimation à plus de 60 millions d’euros a été produite par l'Académie nationale de médecine : « ce ne sont qu’une partie des médicaments consommés dans de telles situations cliniques, alors que ces infections ne justifient pas le plus souvent la prescription de médicament. ». En Belgique, 14 pour cent des patients avec un simple rhume et 19 pour cent des patients avec une grippe se voient prescrire des antibiotiques.
En France, la surprescription de médicaments contraint généralement l'État, à resserrer les protocoles entourant la prescription médicale.

## Responsabilité individuelle

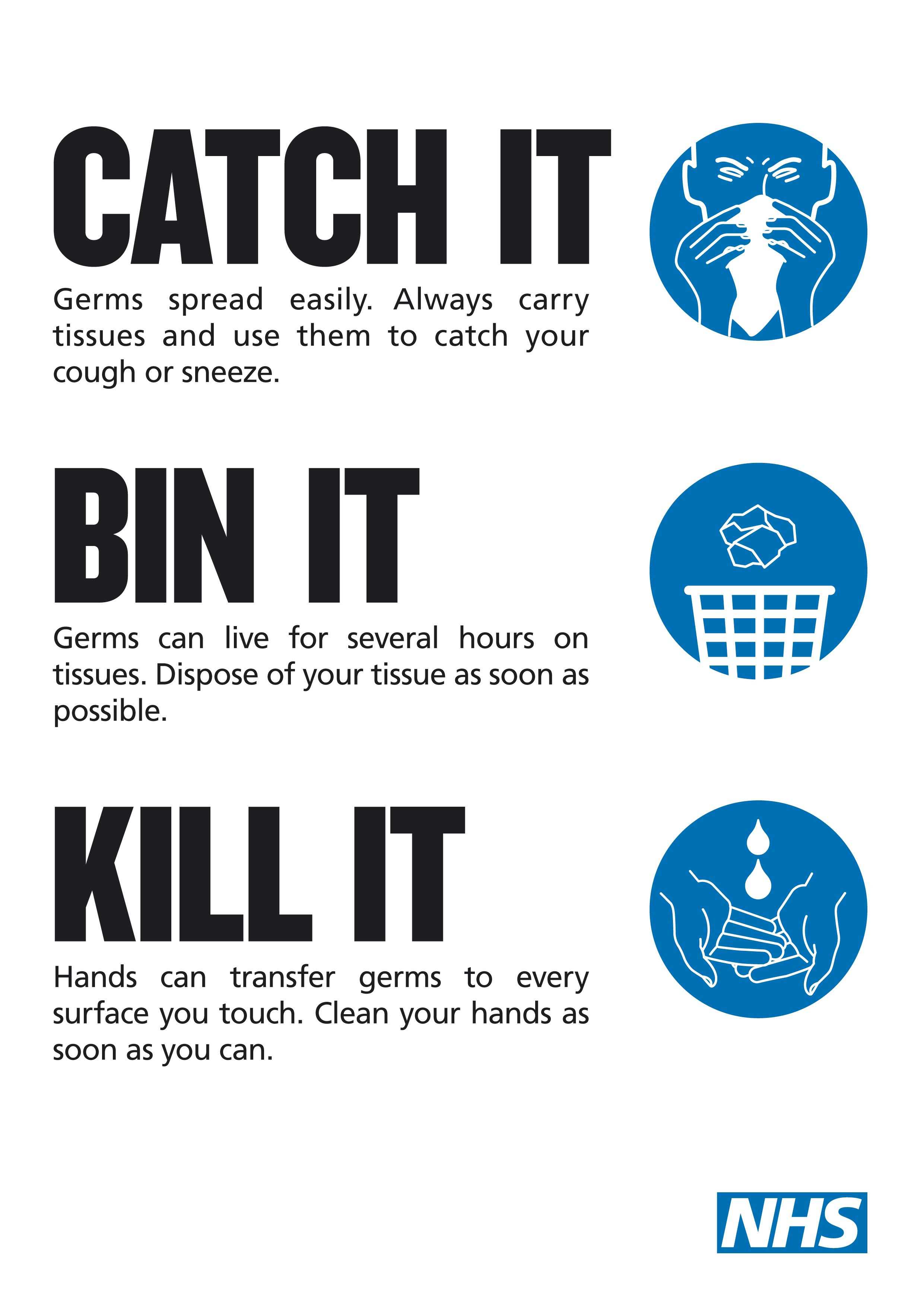
Campagne « » de prévention sanitaire du Gouvernement écossais.

Les facteurs influençant l'incidence du rhume sont multiples parmi lesquels on trouve l'exercice physique, la surpopulation et la sociabilité, le stress, le tabagisme et l'alcool, le statut immunitaire, le sexe, l'âge, le sommeil, la saison, le froid, la nutrition. Un certain nombre de tactiques simples en matière d’hygiène et d’environnement peuvent être utilisées pour empêcher la propagation du rhume comme l'usage de mouchoirs jetables pour contenir les éternuements et la toux ; éviter autant que possible les contacts prolongés avec les personnes enrhumées, se laver les mains, garder les mains hors contact des yeux, du nez et de la bouche, garder les surfaces propres, surtout lorsqu'un membre de la famille a un rhume, etc. Des campagnes de prévention sont déployées dans certain pays comme la campagne Catch It, Bin It, Kill It (en) (quoique visant la grippe) de prévention sanitaire du Gouvernement écossais. Il n’existe pas de mesure spécifique ou uniformément efficace pour prévenir le rhume. Les mesures générales efficaces pour augmenter la résistance sont le repos et le sommeil adéquats, l’exercice, ainsi qu’un régime alimentaire adéquat et bien équilibré, modéré en quantité et contenant une quantité généreuse de fruits et de légumes. Le renforcement et le soutien de l'immunité constituent un domaine vaste et controversé du commerce et de la médecine, et les allégations spécifiques souvent faites sur les avantages de la protection contre les infections virales, que ce soit au moyen de vitamines, de minéraux, de probiotiques et de plantes médicinales, sont ensuite la plupart du temps critiquées comme des allégations exagérées.
L'automédication peut-être vue comme l’occasion de prendre ses responsabilités en matière de santé.
La responsabilité individuelle en matière de santé a été théorisée, comme une stratégie de gestion des coûts de santé ; mais elle est habituellement centrée sur des habitudes d’alimentation, d’activités physiques, de consommation d’alcool, de nicotine ou d’activités professionnelles et récréatives, qui sont généralement considéré comme des droit centraux soumis à débat. En cas de pandémie la responsabilité individuelle est éventuellement convertie en obligation sociétale : lors de la Pandémie de Covid-19 cela incluait de se faire vacciner, de se tester régulièrement en cas de symptômes, ou de maintenir une distanciation sociale. La pandémie, pour le meilleur ou pour le pire, a chez les gens fondamentalement modifié la perception des maladies respiratoires et des centaines de virus qui les provoquent, ce qui s'est traduit par une attention et une inquiétude supplémentaires au delà de l'épidémie. L'immunité contre les virus respiratoires a éventuellement diminué après des années d'isolement et de port de masques.
La responsabilité individuelle en cas de rhume n'est la plupart du temps pas un thèmes central de la santé, et les obligation sociétales vont à des considérations productivistes ou de productivité.

## Travailler malade
La plupart des gens sont à l'aise de déclarer qu'ils sont malades lorsqu'il s'agit d'un rhume banal contrairement à d'autre maladies plus graves, et plus invalidantes. Les comportements liés à la maladie, compris la léthargie, le retrait social et les changements d'appétit, sont les réponses communes à toutes les créatures vivantes. Cependant les normes socio-économiques et culturelles se sont montrées très prégnantes face à la maladie chez les humains; ce qui fait que beaucoup de personnes qui travaillent dans de nombreux domaines, compris la médecine, sont souvent susceptibles de se présenter au travail alors qu'elles sont malades, ce qui du point de vue de la santé est une aberration.
Autour de 1775, même si l'on en connaissait pas la cause, la réflexion sur le rhume ou la grippe était arrivée à une forme d'aboutissement: la théorie humorale antique était réfutée ;Benjamin Franklin (1706-1790), écartant en 1173, l'idée selon laquelle les températures froides et le rhume étaient liés avait affirmé le caractère contagieux de la maladie ; la Gazette de santé en 1775, professant le caractère inapproprié des saignées dans la thérapie des rhumes et grippes convenait alors que « Le meilleur de tous les remèdes a été & est encore de n'en faire aucun. ». Relativement au travail, en 1772, le médecin écossais William Buchan (1729–1805) dans Domestic Medicine, un best-seller largement diffusé en Europe et traduit en français, convenait de l'importance du repos en cas de rhume,. Il est cité par David Tyrrell :
« When those who labour for their daily bread have the misfortune to catch cold they cannot afford to lose a day or two in order to keep themselves warm and take a little medicine by which means the disorder is often so aggravated as to confine them for a long time or even to render them ever after unable to sustain hard labour. But even such of the labouring poor as can afford to take care of themselves are often too hardy to do it they affect to despise colds and as long as they can crawl about scorn to be confined by what they call a common cold. Hence it is that colds destroy such numbers of mankind. Like an enemy despised they gather strength from delay till at length they become invincible »
— William Buchan, Domestic Medicine

« Quand ceux qui ne vivent que du travail de la journée ont le malheur de gagner un rhume, il leur est difficile et presque toujours impossible de consacrer un jour ou deux à se tenir chaudement, et à faire quelques remèdes : delà cette indisposition faisant souvent des progrès rapides, ces malheureux, se trouvent bientôt obligés de garder la maison pendant un temps considérable ; et même ils deviennent pour jamais incapables de soutenir des travaux fatigants. Il y a plus ceux de ces journaliers qui auraient le moyen de prendre ces soins quand ils sont enrhumés dédaignent souvent de le faire. Ils affectent de mépriser les rhumes ; et tant qu'ils peuvent se traîner, ils ne veulent pas rester chez eux pour ce qu'ils appellent un simple rhume : d'où il arrive qu'un si grand nombre de personnes de cette classe périssent par les suites de cette indisposition ; parce que tel qu'un ennemi méprisé, le rhume gagne de la force par les délais, jusqu'à ce qu'à la fin il devient invincible. »
— Jean-Denis Duplanil, Médecine Domestique ou traité complet Des Moyens de se conserver en santé, Par G[uillaume] Buchan., Moutardier, 1802
De l'aveu de Buchan le livre n'a pas rencontré une approbation universelle de la profession : et sa dédicace au président de la Royal Society, « Sir Joseph Banks, Bart. » ne l'a pas protégé de la censure de ses collègues médecins qui n'ont pas manqué de le persécuter. C'est que l'ouvrage exhibait certains secrets bien gardés de la profession. Il a encouragé la prophylaxie, et a recommandé le repos au lit et les boissons chaudes en cas de rhume ; et déclaré que les rhumes négligés pouvaient conduire à enracinement de la maladie : « La pleurésie, la péripneumonie, une pulmonie mortelle sont les effets ordinaires des rhumes que l'on a absolument négligés ou que l'on a mal traités ». Harold S. Diehl en 1955, dans son ouvrage Elements of Healthful Living, pareillement pour le traitement du rhume, recommandera de rester au lit:
« First, as to bed rest: "Go to bed when you have a cold and stay there until you are well" is good advice. Its value lies in protecting others from exposure, in increasing general resistance, and in keeping the body warm. Bed rest during the acute stages of colds, supplemented by such other treatment as is indicated, would doubtless diminish their severity, limit their spread, and reduce the frequency of com- plications. Unfortunately, like most good advice, this is rarely followed. Most people just will not stay in bed unless they feel ill. »
—  Diehl, Harold S., Elements of healthful living

« Tout d'abord, en ce qui concerne le repos au lit : « Allez vous coucher lorsque vous avez un rhume et restez-y jusqu'à ce que vous soyez guéri » est un bon conseil. Son utilité réside dans la protection des autres contre l'exposition, dans l'augmentation de la résistance générale et dans le maintien de la chaleur corporelle. Le repos au lit pendant les phases aiguës du rhume, complété par tout autre traitement indiqué, diminuerait sans aucun doute sa gravité, limiterait sa propagation et réduirait la fréquence des complications. Malheureusement, comme la plupart des bons conseils, ce conseil est rarement suivi. La plupart des gens ne restent tout simplement pas au lit à moins de se sentir malades. »
— Traduction littérale, Elements of healthful living
La peur de tomber malade (nosophobie) est exacerbée dans des cultures comme celle du Japon qui donnent la priorité au fait de se présenter et de travailler dur : à moins d’être cloué au lit et incapable de bouger, un travailleur ou un étudiant malade est généralement censé pointer et être productif, cela ressurgi de manière stéréotypée (tropes) dans les animes japonais, où le rhume est nécessairement présenté comme mortel : ce rhume dévastateur des animes s'accompagne souvent de symptômes tels que des pertes de mémoire, des délires et une fatigue générale qui mettent le personnage malade ou hors de combat au moins pendant le reste de l'épisode. Un personnage se déclarant malade, doit être présenté comme étant pratiquement sur le point de mourir pour que le public japonais l’accepte.
Ironie de l'histoire, ce rhume des animes survient souvent lorsque le personnage est exposé trop longtemps à la pluie ; l'anime établi ici un lien entre le froid de la pluie et le rhume, une Idola tribus qui a la peau dure; un sophisme que l'on le retrouve dans une scène clé du roman de Jane Austen de 1813, « Orgueil et Préjugés » : lorsque Jane, la sœur aînée des Bennett reçoit une invitation à visiter les Bingley à Netherfield Park, la question se pose de savoir si elle ferait mieux de s'y rendre à cheval ou en calèche ; un voyage à cheval exposerait la jeune femme à des conditions météorologiques incertaines ; Jane, trempée jusqu'aux os est tombée malade, contrainte de rester à Netherfield Park. Selon un schéma narratif que l'on retrouve aussi dans animes japonais, Jane, rendue vulnérable, doit être prise en charge par son intérêt amoureux, son admirateur Charles Bingley.

### Études de performances du travailleurs infecté
Différentes études on montré l'impact du rhume sur la productivité du travailleur infecté.
Certaines études du CCU ont montré que les infections subcliniques comme le rhume et la grippe ont des effets sélectifs sur les performances. qu'elles peuvent entraîner des déficiences de performance, que les performances peuvent être altérées pendant la période d'incubation de la maladie et que des déficiences de performance peuvent encore être observées après la disparition des symptômes cliniques. Ceci aurait de fortes implications pour la sécurité et l'efficacité au travail. Smith et coll. (1987) ont comparé les effets de la grippe et du rhume sur les trois mêmes tâches : le suivi, le temps de réaction simple et une tâche de détection de chiffres. Les effets sur les performances pour les deux affections virales étaient différents.
Au niveau symptomatique, le rhume et la grippe peuvent être associés à des symptômes respiratoires tels que des écoulements nasaux et des maux de gorge, mais la grippe se distingue par des symptômes plutôt plus graves tels que de la fièvre, des maux de tête et des myalgies.
Des expériences ont déterminé que le café caféiné ou décaféiné augmentait la vigilance et les performances des sujets enrhumés au même niveau qu'un autre groupe en bonne santé. Cette étude suggère que les médicaments qui augmentent la vigilance peuvent éliminer le malaise associé au rhume, et qu'une stimulation accrue des nerfs sensoriels afférents peut également être bénéfique.

### Absentéisme et surprésentéisme
Les rhume, grippe et déprime saisonniers, statistiquement se posent en termes d'absentéisme et plus rarement en termes de surprésentéisme. L'absentéisme éventuellement s'exprime en termes de coûts directs (le coût des congés de maladies) et de coûts indirects (perte de productivité, temps perdu à la recherche d'arrangements alternatifs, baisse des normes de service en raison d'un manque de personnel). Le surprésentéisme (se rendre au travail en étant malade) entraîne une baisse de productivité, menace le bien-être d'autres employés, entraîne une augmentation des absences potentielle par contamination.
87% des employeurs américains notent que le surprésentéisme concerne des employés ayant des maladies contagieuses telles qu'un rhume ou la grippe. Le surprésentéisme est particulièrement le fait du personnel soignant.
Les études sur l’impact socioéconomique du rhume sont rares et d’origine américaine. Un rapport du National Center for Health Statistics avait estimé en 1996 que le VRTI (grippe comprise) causaient chaque année aux États-Unis, environ 20 millions de journées de travail perdues chez les adultes et 21 millions de journées d'école perdues chez les enfants. Une étude ultérieure de 2002 produite par le Journal of Occupational and Environmental Medicine (en), a déterminé que chaque expérience de rhume subie par un adulte au travail avait entraîné en moyenne 8,7 heures de perte de travail (2,8 heures d'absentéisme et 5,9 heures de perte au travail, et 1,2 heure de travail perdue, pour s'occuper d'enfants de moins de 13 ans qui souffraient de rhume); le coût économique de la perte de productivité due au rhume approchant les 25 milliards de dollars, dont 16,6 milliards de dollars étaient attribués à la perte de productivité au travail, 8 milliards de dollars à l'absentéisme et 230 millions de dollars à l'absentéisme des aidants proches.
Un adulte compte 2,5 épisodes de rhume par année, la durée médiane d'un épisode de rhume étant de 7,4 jours, (et de 2 semaines dans 25 % des cas), un niveau de morbidité important, les coûts liés à la perte de productivité sont importants,.
Restant chez elle, la personnes affectées par un refroidissement devrait sortir des statistiques de la médecine (pour l'adulte par ailleurs en bonne santé, il n'est en effet pas indispensable de consulter un médecin pour un simple rhume) ; c'est malheureusement pour rentrer dans les statistiques de l'absentéisme au travail. L'enrhumé, les yeux vitreux, le nez suintant, se retrouve souvent obligé d'errer dans les salles d'attentes des médecins (dans l'attente d'un remède improbable ou d'un justificatif d'arrêt de travail), où il représente éventuellement un danger pour des patients immunodéprimés. Le travailleur enrhumé (ergomaniaque, workaholic, Stakhanov moderne) va tout de même travailler, et il contaminera aussi ses collègues et autres migrants pendulaires ; de même le soignant pour les mêmes raisons éventuellement répandra le virus dans les hôpitaux, les maisons de repos où il trouvera un terrain favorable de personnes immunodéprimées (xénoinfection). Les États-Unis se distinguent des pays européens par un système de santé différent, qui théoriquement, n'oblige pas les citoyens américains à recourir aux services de santé.

## Des systèmes de santé donnant des réponses différentes au rhume banal
Ce qui a semblé surprenant dans l'enquête américaine de Viropharma, c'est la fréquence à laquelle le public a utilisé le système de santé pour traiter un rhume ; cette affirmation peut prendre à contrepied le lecteur européen, pour lequel un arrêt de travail maladie implique automatiquement le passage par un médecin pour se procurer un justificatif d'absence au travail. Cette différence provient du fait que les États-Unis sont le seul pays de l’OCDE à ne pas disposer d’une certaine forme de Couverture universelle des soins de santé.
Beaucoup d'Américains rejettent les soins de santé universels, parce que selon eux ce système représentent une atteinte inappropriée à la vie des citoyens, aux pratiques du secteur des soins de santé et de l'assurance maladie, ainsi qu'au droit des employeurs de choisir la couverture qu'ils souhaitent offrir à leurs employés. Cette obsession des libertés individuelles en Amérique, couplée à une méfiance générale à l’égard du gouvernement a notamment conduit à des obstacles culturels importants dans la mise en place d'une politiques de résolution de la Pandémie de Covid-19 aux États-Unis. Certains critiques du système de santé universel aux États-Unis ont exprimé leur inquiétude quant au fait qu'il inciterait les gens à recourir à des traitements inutiles, et que la surutilisation des services ferait augmenter les coûts globaux. Dans les faits, les États-Unis sont cependant de loin les plus dépensiers au monde en matière de santé.
Les systèmes de soins de santé universels et américains, se distinguent par une logique interne cohérente différente. Dans l'un, la propriété publique est mise en avant, affine à une coordination bureaucratique avec laquelle elle est liée de manière organique; dans l'autre la propriété privée s'accompagne d'une logique de marché. La dominance de la propriété publique et le fonctionnement du marché sont incompatibles. Communément dans un système de santé à forte composante bureaucratique, le citoyen pour modifier le système fait face à l'État par des processus démocratiques, tandis que dans une logique de marché, le consommateur modifie ses habitudes de consommation de soins et de services.
Il n'y a pas aux États-Unis d'obligation fondamentale à se mettre en relation avec le système de santé pour un simple rhume ; ce qui supposerait éventuellement qu'une assurance maladie soit présente, alors que souvent, elle ne l'est tout simplement pas. Comme évoqué plus haut, ceci n'empêche pas les Américains d'être les plus dépensiers au monde en matière de soins de santé, et dans le cas du rhume, de mettre inutilement le système de soins de santé à contribution. De plus le salaire de beaucoup d'Américain n'étant souvent pas garanti, le travailleur malade se verra plus facilement enclin à aller travailler avec un rhume virulent, surtout si son salaire est essentiel à la survie du ménage. Le Canada, culturellement similaires aux États-Unis, avait au début des années 1960 un système de santé similaire à celui de des États-Unis ; le Canada a bifurqué, adoptant un système de couverture universelle des soins de santé ; la situation au Canada est souvent paradoxale: la rareté de la main-d'œuvre pousse de plus en plus d'employeurs à exiger des certificats médicaux pour combattre l'absentéisme; la Fédération des médecins omnipraticiens du Québec note que cette pratique engorge inutilement le système de santé; mais ironiquement note un praticien, la machine gouvernementale est friande de ces papiers.
Selon le Bureau of Labor Statistics des États-Unis, le taux d’absentéisme annuel moyen aux États-Unis en 2023 était de 2,1 %. Pour le secteur privé, le taux était de 2,0 %, tandis que pour le secteur public, le taux était de 2,6 %. En Europe, les taux moyens se situent entre 3 % et 6 %. Les taux d'absentéisme plus élevés en Europe peuvent s'expliquer par des niveaux plus élevés de syndicalisation et par des lois de sécurité sociale qui protègent les salariés. Le coût total de l'absentéisme en Europe est estimé à 2,5 % du PIB par an, soit 420 milliards d'euros. Le coût total des absences coûte aux employeurs américains 225,8 milliards de dollars par an.

### Par pays
De manière générale et dans la plupart des pays industrialisés, la personne malade doit communément avertir rapidement son employeur de son incapacité de travail ; cette clause éventuellement encadrée par la loi; ensuite selon le régime de santé des pays, une preuve de la maladie peut être demandée par l'employeur (notamment lorsqu'il existe un contrat de travail) qui implique (ou non) le passage obligé par les services de santé.
Dans la plupart des pays, la couverture universelle des soins de santé, l'État est amené à réguler les rapports du patient à sa maladie et le rapport qu'il entretient à son employeur. Cette relation dans le cas du rhume n'est pas vertueuse: bureaucratique et paperassière, elle oblige généralement la personne infectée, alors qu'elle devrait rester chez elle et se reposer, à se mettre en route, rencontrer un médecin, qui ne remplit ici qu'un rôle d'auxiliaire administratif. Sont corrélatives certaines questions qui agitent le monde médical : la lourdeur bureaucratique, la multiplication de la paperasse en médecine de famille, mais aussi l'utilité et éventuellement la nocivité du geste médical (primo non nocere).

#### Canada
Au Canada, de façon générale, un employeur a le droit de réclamer des certificats médicaux pour les raisons qui suivent : après une absence de trois jours consécutifs, et quand un employé s'absente de façon abusive ou pour des motifs douteux. Pour ces deux derniers cas, une seule journée d'absence peut justifier un billet médical ; dans un milieu de travail syndiqué, c'est la convention collective qui encadre habituellement cette pratique. Au Québec en 2019, la rareté de la main-d'œuvre a poussé de plus en plus d'employeurs à exiger des certificats médicaux pour des employés s'absentant quelques jours parce qu'ils sont malades. Selon une étude du Conference Board du Canada, les coûts engendrés par l'absentéisme ont atteint 16,6 milliards de dollars.
Les systèmes de santé aux États-Unis et au Canada (ou au Québec) sont régulièrement mis dos à dos. Les deux pays, culturellement similaires, avaient aussi des systèmes de santé similaires au début des années 1960. Le Canada a ensuite bifurqué, adoptant un système de couverture universelle des soins de santé, et n'est jamais revenu à l'ancien système, bien que régulièrement les États-Unis et le Canada se toisent sur la supériorité de leur système.

#### États-Unis
Aucune justification de maladie n'est en théorie à fournir aux États-Unis, un certificat médical (sick note ou medical note) peut cependant être exigée, fonction de la politique de l'entreprise. Dans la législation du travail des États-Unis, il n'y a aucune exigence d'un contrat de travail explicite. Le système américain, libéral et fondé sur le marché s’organise autour d’assurances privées souvent liées à l’emploi (dans les faits trop de travailleurs américains ne sont pas assurés); aucune exigence fédérale n'exige d'autre part que les employeurs accordent des congés de maladie payés aux employés (congé de maladie aux États-Unis (en)); le Family and Medical Leave Act of 1993 (en) permet à un employé de prendre un congé de maladie prolongé pouvant aller jusqu'à 12 semaines pour un certain nombre de problèmes de santé graves et d'autres raisons, sans représailles de l'employeur. Il existe aussi des régime de Paid time off (PTO), systèmes de congés payés qui peuvent être utilisés à n'importe quelle fin; dans ce système, le patron peut demander à un employé de rentrer chez lui, éventuellement au dam de celui-ci qui aurait préfère utiliser ses PTO à des loisirs.

#### Australie
Le National Employment Standards (en) australien (NES) ne précise pas le type de preuve à fournir pour un congé de maladie; le NES prévoit simplement que la preuve requise doit convaincre une personne raisonnable que l'employé avait réellement le droit de prendre le congé: en général, les certificats médicaux rédigés par des médecins et les déclarations statutaires sont des exemples de formes de preuve que la plupart des employeurs accepteront; en vertu du Fair Work Act 2009 d'autre part, des pharmaciens peuvent aussi rédiger un certificat médical pour quelques jours seulement tout en référant le patient à un médecin pour des maladies graves; dans certains cas les services médicaux en ligne permettent aussi via Skype de produire un certificat.

#### France
En France, le passage chez le médecin est une obligation du travailleur malade par rapport à son employeur. Dans le contexte de pénurie de médecin, la prescription d'antibiotiques pour certaines pathologies a été élargie aux pharmaciens, notamment les angines identifiées par TROD.

#### Belgique
La Belgique à cause de l'engorgement de son système de santé en pénurie, a mis en place des mesures qui n'oblige plus dans certaines limites à recourir à un certificat médical pour une seule journée de maladie.
En Belgique, encadré par la loi, un certificat médical était demandé par l'employeur, lorsqu’une clauses du contrat de travail le stipulait, qui se traduisait par le passage obligé chez un médecin. Depuis la fin novembre 2022, les employés des entreprises de plus de 50 travailleurs, s'ils sont malades pour une seule journée, ne sont plus tenus de présenter un certificat médical ; cela concerne au maximum trois jours par an et uniquement le premier jour d'une période d'absence. Ce projet introduit par la « gauche » belge devait soulager les médecins généralistes souvent débordés.
Différentes campagnes et réformes sont en cours pour réguler la consommation d'antibiotiques, etc.

## Dans la comédie et les médias
La connaissance du rhume, l'étiologie, la prophylaxie du rhume, ont évolué au fil du temps, jusqu'à la connaissance virale actuelle. La connaissance populaire a souvent évolué de pair, du fait de la vulgarisation scientifique, puis de Internet. Paradoxalement on est passé des saignées et des lavements (d'après Guy Patin, deux saignées et force lavements venaient à bout du rhume, autour de 1775, la gazette de santé convenait déjà que dans le cas du rhume/grippe « Le meilleur de tous les remèdes a été & est encore de n'en faire aucun. »). a un constat assez déstabilisant, qu'il n'y a pas de remède pour le rhume, pour une maladie devenue bénigne ; d'où cet adage médical qui ne manque pas d'une certaine dose d'autodérision, :

« Un rhume bien soigné dure une semaine ; un rhume mal soigné dure sept jours »

L'interaction patient-médecin ou profane-expert a aussi évolué au fil du temps, passée du paternalisme médical (en) à un style d'interaction plus égalitaire, bien que la relation paternaliste se vérifie encore aujourd'hui. Dans le cas du rhume, la relation médecin-patient demande un effort supplémentaire aux praticiens, trop souvent piégée par des pratiques médicales ancrées, et notamment de prescription médicamenteuse. La recherche sur le rhume a souvent été moquée, surtout dans la culture anglosaxonne, qui a vu les campagnes de recherches les plus extensives sur le rhume, sans trouver de remède: ainsi faits, un sketch de The Steve Allen Show (en) de 1959 ; et un sketch de 1976 du Muppet Show, alors le programme de divertissement télévisé le plus regardé au monde, mettant en scène le Newsman (Jim Henson) et Peter Ustinov, dans le rôle du Dr Felix Oglebaum de Copenhague au Danemark, qui a dit-il trouvé un remède contre le rhume. De nos jours l'humour à propos du rhume se trouve plus habituellement canalisé dans la publicité pour des produits pharmaceutiques, où c'est l'enrhumé qui est moqué. Les enrhumés se trouvent aussi moqués dans différentes série télévisées médicales à succès. Les patients moquent les médecins ; les médecins, les patients ; le marionnettiste ou le librettiste, le chercheur ou l'industrie pharmaceutique ; la publicité les enrhumés ; les humoristes, la publicité, etc..; il semble qu'aucune autre maladie n'a fait l'objet d'un commerce aussi intense, et fait autant rire que le rhume.

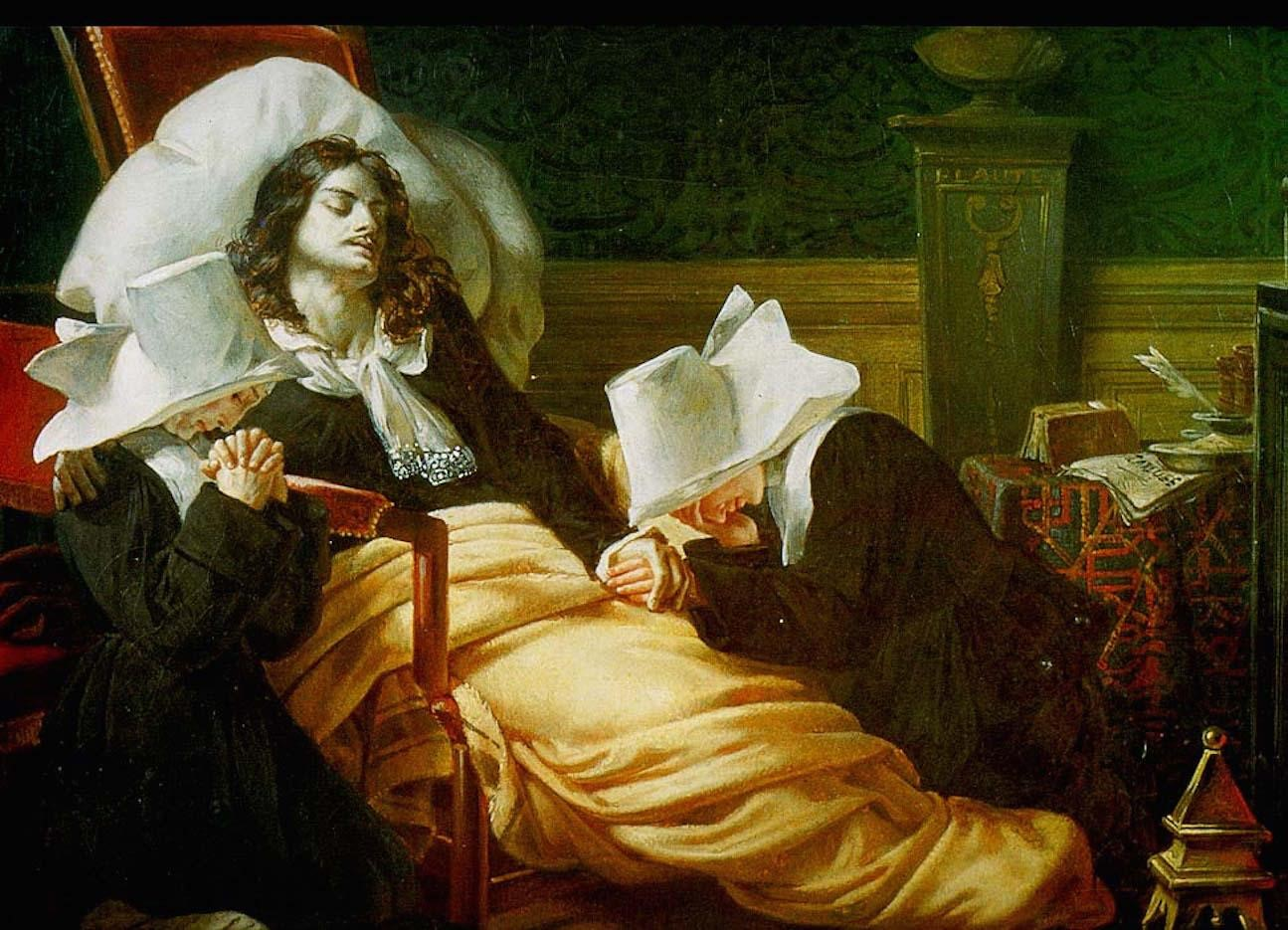
Molière mourant assisté de deux sœurs de la charité, toile de Pierre-Auguste Vafflard (1806).

Une rumeur persistante et erronée provenant du Moyen-âge voulait que la peste se manifeste d'abord par un éternuement, et dans ce cas on disait « Que Dieu vous aide » ; et du temps de Shakespeare, pendant les épidémies, tous les théâtres étaient fermés. Ceci n'explique pas la rareté ou l'absence de personnage enrhumé dans la comédie (sauf peut-être Molière lui-même, pris en flag de surprésentéisme, mort quasi sous les yeux du public, probablement des complications d'un mauvais rhume, dans une représentation du Malade imaginaire ; « malade dès 1665, Molière tousse et fait rire de sa toux »), tout au plus montre-t-il le côté contreproductif d'un éternuement même dans le théâtre. Il n'y avait pas du temps de Shakespeare de lobby pharmaceutique et la publicité, pour pousser sous les feux de la rampe des personnages la morve au nez, vendre au passage des décongestionnants nasaux, pour ensuite emporter un Lion d'or à Canne ; mais il y a Sganarelle dans le Festin de Pierre, faisant la promotion du tabac en sternutatoire.
Shakespeare comme Molière ont composé leurs personnages à l'aune de la théorie des humeurs: selon qu'une humeur (sang, phlegme ou pituite, bile et bile noire) l'emporte sur les autres, un individu sera de tempérament sanguin, flegmatique, bilieux ou mélancolique; la plupart des agissement des protagonistes de la comédie, se concevaient comme guidés par la dyscrasie des humeurs. Dans la théorie des humeurs, issue du corpus hippocratique, une personnes enrhumée devenait flegmatique, par excès de phlegme ou de pituite, que l'on peut comprendre comme la morve et dont le siège était le cerveau, d'où l'expression « rhume de cerveau » qui est restée. Cette théorie dite « catarrhale » a été réfutée de manière définitive par le De catarrhis de Conrad Victor Schneider en 1660. C'était avant cela un des rôles du cerveau, de contenir la pituite, dont l'excès pouvait s'écouler aux périodes les plus froides, via la « glande pituitaire », vers le nasopharynx, ce qui supposait une connexion ouverte entre le cerveau et le nez, que l'on faisait passer par l'os sphénoïde ou par la lame criblée de l'ethmoïde. Selon cette aberration physiologique et anatomique déjà dénoncée par Vésale, la prise de tabac en sternutatoire avait littéralement pour but de  « purger le cerveau »,. D'où le doublet célèbre de Sganarelle dans le Le Festin de Pierre (acte I, scène 1) :

« Quoique puissent dire Aristote et toute la Philosophie, il n'est rien d'égal au tabac; c'est la passion des honnêtes gens, et qui vit sans tabac n'est pas digne de vivre. Non seulement il réjouit et purge les cerveaux humains, mais encore il instruit les âmes à la vertu et l'on apprend avec lui à devenir honnête homme. Ne voyez-vous pas bien, dés qu'on en prend, de quelle manière obligeante on en use avec tout le monde et comme on est ravi d'en donner à droit et à gauche, partout où l'on se trouve? On n'attend pas même qu'on en demande et l'on court au-devant du souhait des gens, tant il est vrai que le tabac inspire des sentiments d'honneur et de vertu à tous ceux qui en prennent. »

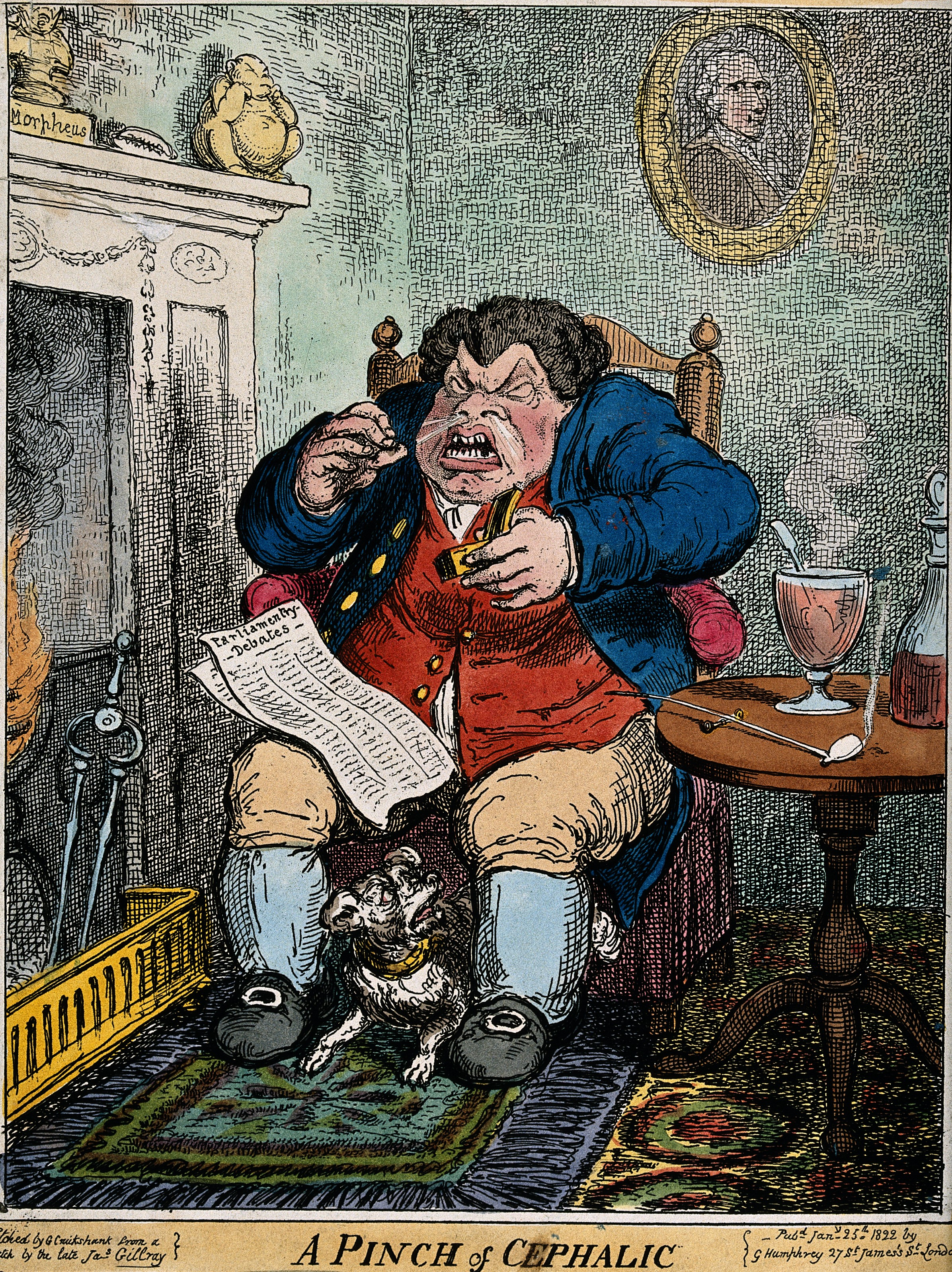
« Parliamentry debates ». Une pincée de céphalique (pinch of cephalic) gravure par George Cruikshank d'après un croquis de James Gillray.

Possible détournement de son usage médicinal, les milieux aristocratiques, pour « s'éclaircir les idées » faisaient alors usage de tabac en sternutatoires dans un but récréatif, et selon la croyance médicale pour se « purger le cerveau » (cette pratique dure jusqu'à la Révolution française où on lui substitue le cigare). Avant les interprétations gauchisantes du XXe siècle, le caractère promotionnel et mercantile du couplet  — le début, « Quoique puissent dire Aristote et toute la Philosophie, il n'est rien d'égal au tabac »  ressemble à certaines punchlines courtes de la publicité moderne — n'avait pas échappé à Édouard Thierry en 1881, dans un article inséré au Moliériste ; il y avait vu une « réclame » pour le tabac : pour la première représentation de Dom Juan le dimanche gras du 15 février 1665, c'était vis à vis de la Compagnie française des Indes occidentales (1664-1706) un couplet de circonstance :

« On sourit généralement de ce petit hors d'œuvre Il semble manquer d'à propos vis à vis des tristesses du bon Gusman et du malheur de sa maîtresse ; il était cependant un à propos le 15 février 1665, mais vis à vis de la Compagnie des Indes en travail de sa création cinq jours avant le don de 300 000 livres envoyé par le Roi à l'entreprise naissante un mois juste avant l'assemblée des grands actionnaires autrement dit des intéressés de 6 000 livres laquelle assemblée se tint dans l'appartement même du Roi pour la nomination des douze directeurs résidant à Paris et choisit comme Président Colbert représentant naturel des intérêts du Roi et de la Cour. 
Le gentil prélude en l'honneur du tabac à priser n'était donc pas un faux départ ou un simple caprice de l'auteur. C'était un couplet de circonstance, une allusion à une mode qui commençait, comme nous avons vu commencer, avec la royauté de 1830, la grande fortune du tabac en cigares; c'était, ne nous le dissimulons pas, ce qu'on appellerait aujourd'hui une réclame pour la Compagnie des Indes; grâce à cette réclame, Molière mettait sa pièce nouvelle sous le patronage de Colbert. »

En retard sur le reste de l'Europe, la consommation de tabac était en France jusque dans les années 1670, « en voie de s’établir » ; mais le tabac déjà faisait partie des cinq grosses fermes, et l'idée de Colbert était, sur le modèle hollandais, de rendre excédentaire la balance commerciale de la France, sur un produit dont on savait l'avenir prometteur : les Antilles françaises devaient produire dans l'intérêt exclusif de la métropole, « en réservant la production des produits coloniaux à la Compagnie des Indes occidentales, créée en 1665 à cette intention. ».

Au début du XXe siècle, le rhume banal, pathologie bénigne mais lourde de symptômes devant laquelle le médecin se trouvait assez démuni autorisait encore la satire ; on l'a vu plus haut dans le poème de A. P. Herbert (en), volontiers cité par David Tyrrell, lui-même médecin. Le poème de Ogden Nash, paru dans le Saturday Evening Post, en 1935, joue sur l'expression Common cold (« rhume commun »), porteuse en anglais comme pour « banal » en français, de peu de promesse pour un patient enrhumé ; ici un patient enrhumé prêt à tout pour vendre son rhume à meilleur prix, au moins pour accroître le malaise du médecin : 
« Go hang yourself, you old M.D.!

You shall no longer sneer at me.

Pick up your hat and stethoscope,

Go wash your mouth with laundry soap;

I contemplate a joy exquisite

In never paying you for your visit.

I did not call you to be told

My malady is a common cold.

 […]

A common cold, gadzooks, forsooth!

Ah, yes. And Lincoln was jostled by Booth;

Don Juan was a budding gallant,

And Shakespeare's plays show signs of talent;

The Arctic winter is fairly coolish,

And your diagnosis is fairly foolish.

Oh what a derision history holds

For the man who belittled the Cold of Colds! »
— Ogden Nash, The Common Cold

« Va te pendre, vieux médecin !

Vous ne vous moquerez plus de moi.

Prenez votre chapeau et votre stéthoscope,

allez vous laver la bouche avec du savon à lessive ;

Je contemple une joie exquise,

en ne vous payant jamais votre visite.

Je ne vous ai pas appelé pour savoir

que ma maladie est un rhume commun.

[…]

Un rhume commun, les gadzooks, en vérité!

Ah oui. Et Lincoln a été bousculé par Booth ;

Don Juan était un galant en herbe,

Et les pièces de Shakespeare montrent des signes de talent ;

L'hiver arctique est plutôt frais,

Et votre diagnostic est assez stupide.

Oh, quelle dérision l'histoire recèle

Pour l’homme qui a minimisé le Rhume des Rhumes! »
— traduction littérale, The Common Cold
Certains ont reconnu dans les vers de Nash, l'argumentaire pressé d'un patient enrhumé pour se procurer des antibiotiques; qui par ailleurs n'étaient pas encore disponibles en 1935.
En 1968, l'équipage d'Apollo 7 a développé l'un des rhumes les plus débilitants et les plus célèbres de l'histoire américaine ; il en a résulté la toute première mutinerie de l'espace ; et une kyrielle de spots publicitaire pour une marque célèbre de décongestionnant, inaugurée par Walter Schirra et rejointe par Donn Eisele, Richard Gordon et Alan Bean, qui avaient attrapé un rhume sur Apollo 12. Les spots publicitaires pour la pharmacie du rhume fonctionneront par la suite généralement sur des ressorts communs du comique et du burlesque, que l'on retrouve aussi dans les parodies de spot publicitaire, par exemple « Cold Commercial », de Saturday Night Live avec Will Ferrell et Kristen Wiig.
La pseudoéphédrine, c'est la « pseudo » de Breaking bad, que Walter « Walt » White et son disciple Jesse Pinkman, cuisinent pour obtenir la « crystal meth » ; c'est l'ingrédient actif de certains médicaments en vente libre contre le rhume aux États-Unis, typiquement le Sudafed, récolté laborieusement par des schtroumpf, petites mains adepte du smurfing dans laquelle plusieurs individus achètent en pharmacie une quantité légale de pseudoéphédrine et mettent les précurseurs en commun ; une échéance de production impossible à tenir oblige Walt à reformuler le produit, remplaçant la pseudoéphédrine par de la méthylamine (Saison 1 de Breaking Bad, épisode 7).
« Walt starts coughing

SKYLER: Did you take your echinacea?

WALT: Yup. I think it's getting better »
— Breaking Bad - Pilot
        
« Walt se met à tousser

SKYLER : As-tu pris ton échinacée ?

WALT : Ouaip. je pense que ça va mieux »
En 2054, il n'existe peut-être pas de remède contre le rhume, mais Précrime affirme avoir trouvé un remède contre le meurtre: Lamar Burgess (Max von Sydow dans Minority Report de Steven Spielberg) se mouchant « You’d think we’d have found a cure for the common cold by now.[…] I hate herbal tea almost as much as I hate honey » ;
La pharmacie mène une forme de guerre asymétrique contre le rhume, produisant des médications disproportionnellement agressives par rapport à la bénignité du rhume; ce qui a par exemple mené à l'interdiction par la FDA du Pléconaril de ViroPharma, un médicament pour lequel il y avait trop de questions ouvertes sur la sécurité du produit, pour une maladie qui ne met pas de vie en danger, et qui disparaît spontanément. Le rhume banal demeurera éternellement dans l'angle mort de la pharmacie ou de l'assurance maladie, et une contestation de progrès; un progrès qui généralement justifie une industrie qui pèse 1 500 milliards de dollars par an pour la première(« A trillion-dollar industry would make sense ; if it only had a cure for the common cold ») et au niveau de l'OCDE en soixante an, une augmentation de sommes allouées de 4% à 8% du PIB pour la seconde. Ici pourrait prendre place une tragi-comédie, où le rhume indompté, aurait épuisé toutes les ressources de la pharmacie — « Gesundheit über alles », sans rapport avec le projet homonyme de Amazon.com — qui se serait rendues. Mais une guerre semblable a déjà été contée par H. G. Wells, dans La Guerre des mondes, comme une parabole de la fragilité des Empires: détruits par « the humblest things that God, in his wisdom, has put upon this earth. » (« les choses les plus humbles que Dieu, dans sa sagesse, a mises sur cette terre. »), savoir les microbes du rhume.
Les personnes affectées d'un simple rhume, sont particulièrement les victimes de l'acharnement jubilatoire du Dr House, dans une série télévisée populaire du début du XXIe siècle, période ou les dramatiques médicales dominaient la télévision. Entouré d'une équipe surqualifiée, House, spécialiste des maladies infectieuses, préfère aux maladies prévisibles les pathologies rares qu'il guérit la plupart du temps. House n'a pas la gentillesse du Dr Shepherd dans Grey's Anatomy, ou le charme du Dr Carter dans Urgences ; odieux et cynique, froid et aigri, méprisant, ironique mais aussi drôle, le Dr House évite de se mêler aux patients et même de les toucher, multipliant les subterfuges pour échapper à son obligation contractuelle de consultation,: dans l'épisode 12, de la saison 3 du Dr House, le patient affecté d'un mal de gorge (aka « Tongue Guy »), obligé de tenir son abaisse-langue, et de demander la langue sortante : « Wha' ah ha' todo 'is mahsulf? » (comprendre « Why do I have to do this myself? »). Réponse de house : « -I got a bum leg. Say "Aah". TONGUE GUY: Aaahhh-aahh. »,. Bien qu'il existe un décalage entre l’état actuel des soins de santé aux États-Unis et leurs images dans la télévision de divertissement, la série télévisée de David Shore permet éventuellement de capter quelques traits du système de santé américain: la clinique gratuite du Princeton Plainsboro, est particulièrement destinée aux personnes sans assurance maladie et/ou qui ne sont pas éligibles aux Medicaid et Medicare ; quelquefois aussi les Américains font l'économie d'une assurance maladie en allant aux consultations gratuites. Pour House, le rhume banal se trouve au plus bas de l'échelle des maladies requérant sa compétence, justifiant régulièrement un « Go Home! ». Pour les personnes attentives sont aussi abordés dans la série les thèmes du surprésentéisme du personnel hospitalier, les maladies nosocomiales liées au rhume.